# Impiego dei carri armati nella seconda guerra mondiale
Nel corso della seconda guerra mondiale i carri armati furono usati praticamente per tutta la guerra, in questa voce si vuole indicare l'impiego dei carri armati nelle battaglie che li videro utilizzati da entrambi gli schieramenti, senza uno studio storico della battaglia stessa (alla cui voce si rimanda), ma solo per chiarire l'influenza dell'impiego dei carri sull'esito dei combattimenti.

## Campagna di Francia - fronte occidentale - 1940
| Tedeschi   | PzKpfw II, PzKpfw III Ausf. E                    |
|            | PzKpfw IV Ausf. D, E, PzKpfw 35(t), PzKpfw 38(t) |
| Francesi   | R35, H35/39, S35, B1/B1bis                       |
| Britannici | Matilda MKI, Matilda MKII, Cruiser MKIII         |

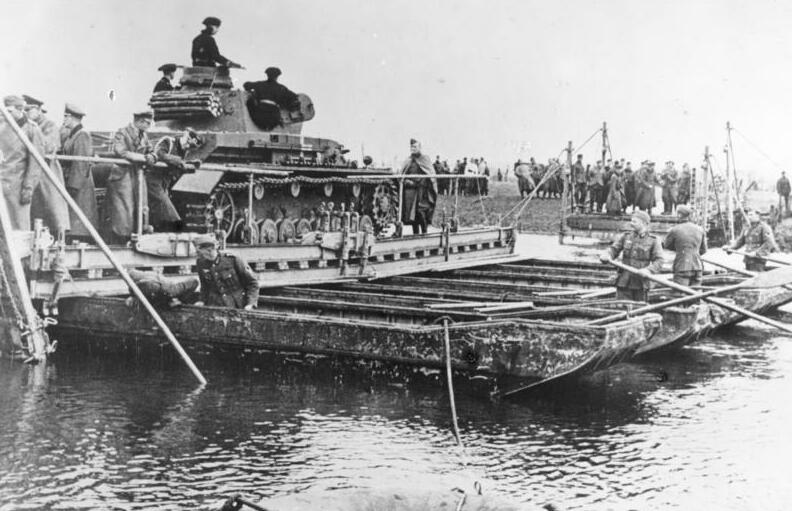
Le Panzer-Division attraversano la Mosa.

Dopo la vittoriosa invasione della Polonia del settembre 1939, Adolf Hitler rivolse le sue attenzioni al fronte occidentale, dove inglesi e francesi avevano programmato una complessa manovra combinata diretta a penetrare in Belgio per fermare sulla linea Mosa-Dyle la prevista offensiva tedesca
La Wehrmacht, dal canto suo, aveva studiato inizialmente un piano offensivo molto simile al vecchio Piano Schlieffen del 1913, usato nella prima guerra mondiale ma fallito, che prevedeva un forte concentramento di unità all'ala destra del fronte, al confine olandese, per invadere gli stessi Paesi Bassi e il Belgio e da lì arrivare in breve tempo a Parigi. Questa strategia fu però rimpiazzata da un piano molto più audace e potenzialmente efficace, ideato dai generali Erich von Manstein, abile ufficiale di Stato maggiore, e Heinz Guderian, padre delle truppe corazzate tedesche; esso era imperniato sulla massiccia concentrazione di unità corazzate nelle Ardenne, montagne ritenute impraticabili per i mezzi pesanti e perciò quasi sguarnite dagli alleati, che disponevano più a sud di un'imponente e famosissima linea difensiva fortificata la Linea Maginot, concepita proprio per fermare un'eventuale offensiva tedesca.
Dopodiché, i panzer dovevano sfondare la linea francese sulla Mosa e da lì sfruttare la loro mobilità per arrivare in pochi giorni alla Manica e accerchiare le truppe francesi, la BEF (British Expeditionary Force, Corpo di Spedizione britannico) e l'esercito belga in Belgio. Molti comandanti tedeschi consideravano il piano (battezzato "Sichelschnitt", in tedesco "colpo di falce") troppo azzardato, essendo legati alle strategie più tradizionali, ma Hitler appoggiò (e si appropriò) subito la nuova idea, e iniziarono i preparativi per l'attacco.
L'attacco si scatenò il 10 maggio 1940, con un'avanzata tedesca nei Paesi Bassi e, soprattutto, con il contemporaneo inizio dell'offensiva nelle Ardenne: dopo aver superato deboli resistenze, le sette Panzer-Division del generale Ewald von Kleist (divise nei tre Panzerkorps dei generali Hermann Hoth, Georg-Hans Reinhardt e Heinz Guderian) attraversarono la Mosa tra il 13 e il 15 maggio a Dinant, a Monthermé e a Sedan.
Tra il 14 e il 17 maggio si verificarono numerosi scontri tra i panzer, in avanzata a ovest della Mosa, e alcuni deboli reparti corazzati di riserva francesi, quasi tutti terminati con la sconfitta alleata. I carri francesi (Char B1\B1 bis, SOMUA S35, Renault R35 e Hotchkiss H35) e inglesi (Matilda Mk I e Mk II, Tankette Vickers Mk VI e Cruiser Mk III), pur essendo per la maggior parte superiori alle controparti, erano infatti adoperati non riuniti e compatti come quelli tedeschi (Panzer I, Panzer II, Panzer III, Panzer IV, Panzer 35(t), Panzer 38(t)) , ma distribuiti in piccoli distaccamenti di scarsa consistenza tra la fanteria, a parte alcune divisioni blindate francesi che però, mal comandate e poco addestrate, vennero rapidamente battute dalle Panzer-Division a Flavion, a Stonne e sull'Oise.
Paradossalmente la più grande battaglia di carri armati non si svolse sul fronte della Mosa ma più a nord, a Hannut e a Gembloux il 12 e il 13 maggio, dove due Panzer-Division superarono la dura resistenza di due divisioni leggere meccanizzate francesi, dando una notevole dimostrazione di superiore abilità tattica e di capacità di manovrare e combattere in modo coordinato, sfruttando la velocità, il fuoco dei cannoni e le comunicazioni via radio tra i mezzi corazzati.
Dopo una pausa il 17 maggio, già il 20 maggio i panzer tedeschi raggiunsero la Manica, realizzando il previsto accerchiamento strategico degli alleati in Belgio e nelle Fiandre. Da qui, il BEF riuscì però a portare in salvo ben 338.000 uomini, comprendenti anche soldati francesi. Intanto, il 5 giugno le dieci Panzer-Division si spostavano a sud (Operazione Rot); una parte delle divisioni corazzate, dopo aver superato una debole resistenza, avanzò verso la Bretagna, un'altra parte verso la Loira e il Rodano, mentre il generale Guderian sarebbe presto arrivato in Alsazia e avrebbe accerchiato anche le truppe francesi di stanza sulla Maginot, neutralizzando la temutissima linea senza neanche attaccarla.
Il 10 giugno Mussolini entrava in guerra a fianco dell'alleato tedesco e il 14 giugno le truppe tedesche entravano a Parigi. Infine, il 25 giugno 1940 venne firmato l'armistizio che sanciva la capitolazione della Francia, a cui sarebbe presto seguita la formazione di un governo collaborazionista guidato dal maresciallo Henri-Philippe Pétain nella Francia meridionale, con capitale Vichy.

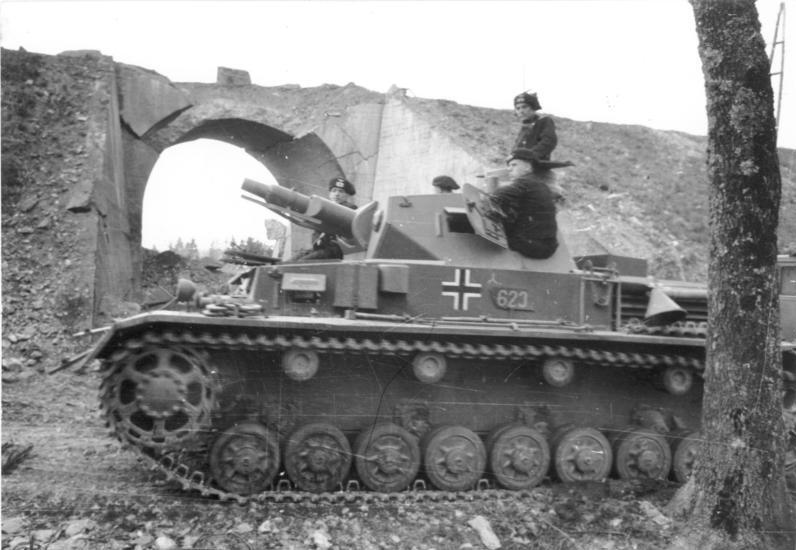
Un carro armato Panzer IV in azione durante la campagna di Francia

Dal punto di vista delle forze meccanizzate, la campagna di Francia fu una pietra miliare: qui infatti si sviluppò la dottrina strategica nota come Blitzkrieg, la guerra lampo, incentrata sul bombardamento aereo tattico su obiettivi quali postazioni difensive, ponti, strade e linee di comunicazione, e soprattutto su una massiccia concentrazione di forze corazzate in un punto preciso del fronte, per garantire una penetrazione profonda e fulminea e accerchiare o distruggere il nemico prima che riuscisse ad organizzare una difesa efficace. La folgorante penetrazione tedesca diede fin dai primi giorni ai francesi l'impressione che forze nemiche fossero di numero enorme, arrivando a ipotizzare fino a 6000 panzer, quando in realtà erano 2434 riuniti in 10 Panzer-Division.
Gli alleati, invece, dimostrarono varie carenze nell'impiego dei loro mezzi, sparpagliandoli per lo più tra i battaglioni di fanteria, a parte alcune inefficienti divisioni blindate (Division Cuirassées de Réserve) e meccanizzate francesi (Division Légères Mecaniques) e la incompleta 1ª Divisione corazzata britannica. Peraltro, in alcune occasioni, gli anglo-francesi seppero mettere in difficoltà i tedeschi; tra esse, la più notevole è il contrattacco britannico di Arras, sferrato nei pressi di questa città il 21 maggio 1940: un contingente di fanteria, appoggiato da due battaglioni corazzati britannici, attaccò il fianco destro tedesco, sguarnito per la grande distanza che intercorreva tra i veloci carri armati e la lenta fanteria, distanza che aveva lasciata scoperta una buona parte del fianco.
Alla fine l'attacco venne respinto grazie alla fanteria motorizzata tedesca, ma preoccupò seriamente il maresciallo von Rundstedt, convinto che i britannici potessero tagliare fuori i suoi carri armati dal resto delle truppe. I britannici avevano scoperto perciò uno dei punti deboli della Blitzkrieg: la fulminea avanzata delle divisioni corazzate lasciava indietro la fanteria, creando un corridoio sfruttabile per un contrattacco sui fianchi del cuneo meccanizzato di penetrazione.
In sintesi, la campagna di Francia fu il "battesimo del fuoco" e la migliore dimostrazione della Guerra lampo ("Blitzkrieg"), e ancora oggi molte strategie moderne ricalcano i dettami della dottrina utilizzata dai Panzer nel 1940.

## Beda Fomm - Nordafrica - 1941
| Italiani   | M13/40, L 3, M11/39          |
| Britannici | Cruiser A 13, Tankette Mk VI |

All'inizio della guerra la 10ª Armata italiana era penetrata in territorio egiziano, occupando Sidi el Barrani, a pochi chilometri dal confine con la Libia, con una forza essenzialmente di fanteria, appoggiata da pochi reparti di carri, basati per lo più sui carri leggeri CV33 o su carri medi M11/39, di scarso valore bellico.

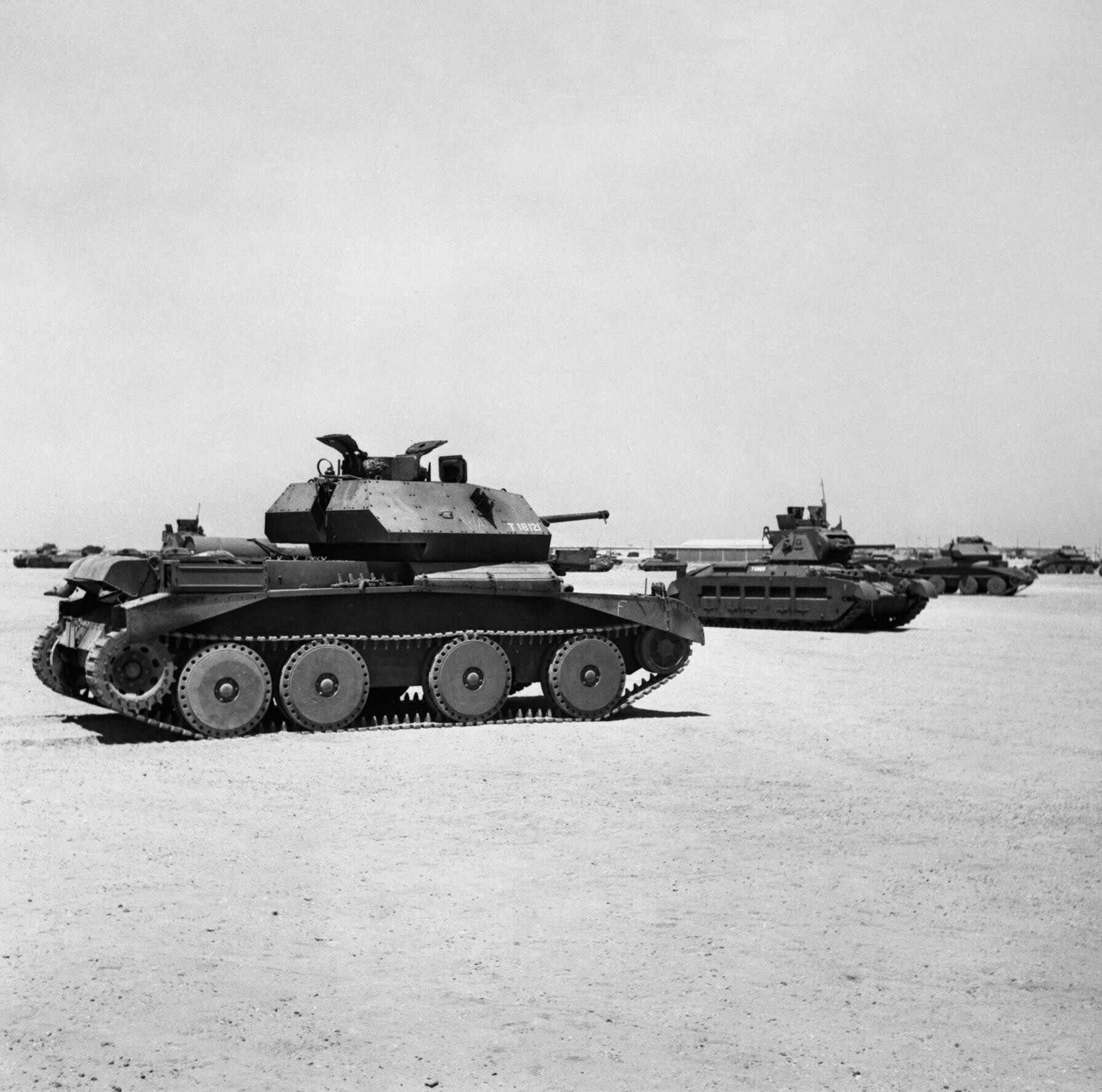
I carri armati Cruiser e Matilda.

Il 9 dicembre due divisioni britanniche (la 7ª Divisione corazzata e la 4ª Divisione di fanteria anglo-indiana) accerchiarono questa massa di fanteria (Operazione Compass), provocando uno dei disastri militari maggiori di tutta la guerra. La 10ª Armata fu costretta a ritirarsi combattendo per tutta la costa della Cirenaica, pressata dal grosso della forze britanniche, appoggiate dai carri di fanteria Matilda II. Intanto la 4ª Brigata corazzata (generale Caunter) supportata dall'11° Ussari (su autoblindo) e da un gruppo della RHA (Royal Horse Artillery - Artiglieria a cavallo, in realtà artiglieria a traino meccanico) su carri veloci tagliando l'arco della costa dall'interno raggiungeva la linea di ritirata italiana, il 7 febbraio occupando Beda Fomm.
Per tentare di riaprire il varco furono lanciati nella mischia i pochi carri armati M13/40 superstiti della Brigata corazzata "Babini", affrettatamente costituita dal comando italiano in Libia. Il tentativo fu frustrato dall'artiglieria inglese e dal fuoco preciso e coordinato di una trentina di carri Cruiser inglesi della 7ª Divisione corazzata che distrussero, con poche perdite, oltre 50 mezzi blindati italiani, catturandone circa altrettanti; il destino della 10ª Armata fu segnato.
Questa battaglia fu un caso tipico di accerchiamento strategico, realizzato utilizzando i mezzi veloci di Caunter per occupare una posizione sulla linea di ritirata nemica, sfruttando principalmente l'errore italiano di non aver difeso la corda dell'arco mentre il grosso si stava ritirando lungo la via più lunga. L'ulteriore errore italiano fu quello di utilizzare i carri armati (erano disponibili aliquote di quattro battaglioni M13/40: il V, il VI e il XXI, una compagnia del III) in maniera scoordinata, mandandoli in piccole unità (plotoni o, al massimo, compagnie) contro i carri britannici attestati a difesa, invece di utilizzarli "a massa".

## Dubno - fronte orientale - 1941
| Tedeschi  | PzKpfw III Ausf. E, G, H             |
|           | PzKpfw IV Ausf. D, E, F              |
| Sovietici | T-26, BT-7,T-34/76, T-70, KV-1, KV-2 |

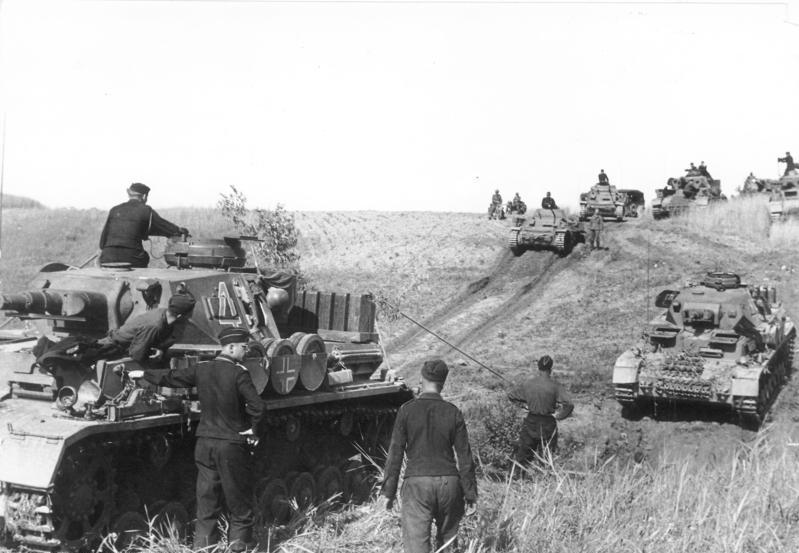
I panzer nella steppa (estate 1941)

La battaglia di Brody-Dubno si svolse durante la prima settimana della Operazione Barbarossa, il gigantesco attacco generale tedesco sul fronte orientale del giugno 1941. Si trattò del più grande scontro tra forze corazzate della prima fase della campagna, e, sebbene poco conosciuto, in termini di forze impegnate, fu la più grande battaglia di carri della guerra fino alle battaglie di Kursk nel luglio 1943. La confusa e caotica battaglia si concluse con una vittoria delle temute Panzerdivision, ma le formazioni corazzate sovietiche diedero prova di grande coraggio e spirito di sacrificio, mettendo in difficoltà i più esperti panzer tedeschi.

Le cinque divisioni corazzate del Panzergruppe 1 (generale von Kleist) e inizialmente penetrarono in profondità: il 3º Panzerkorps ( 13. e 14.Panzer-Division ) in direzione di Luck e il 48º Panzerkorps (11. e 16.Panzer-Division) verso Dubno. Si trattava di una massa di circa 600 panzer (di cui 284 Panzer III e 80 Panzer IV), spinta in avanti a tutta velocità per sconvolgere il fronte sovietico e marciare audacemente su Žitomir, Berdičev e poi Kiev.

Le forze meccanizzate sovietiche nel settore meridionale erano molto numerose (otto corpi meccanizzati con quasi 5000 carri armati, principalmente di tipo leggero - T26 e BT, inferiori ai carri tedeschi - ma anche con più di 500 T-34 e 280 KV-1 e KV-2) ma disperse su enormi distanze e non concentrate in raggruppamenti tattici pronti al contrattacco. 

Quindi l'attacco di sorpresa sconvolse la struttura di comando e controllo sovietica impedendo un impiego coordinato di queste ingenti e moderne forze corazzate. Il comando del fronte sovietico cercò freneticamente di concentrare i suoi corpi meccanizzati per sferrare una immediata controffensiva e schiacciare il cuneo corazzato tedesco (come imposto del resto dai tassativi ordini provenienti da Mosca). In attesa del concentramento generale, i due corpi meccanizzati più vicini alla prima linea (22° - con 700 carri leggeri- e il 15° - con 750 carri, tra cui 136 T34 e KV) contrattaccarono subito in modo confuso e slegato, finendo bersagliati dalla Luftwaffe (che aveva il totale dominio dell'aria) e subendo dure perdite da parte delle unità anticarro delle divisioni di fanteria tedesche. 

Il 23 giugno il 15º corpo meccanizzato colpi sul fianco la 11.Panzer-Division ma venne respinto: i carri sovietici operavano in modo confuso e scoordinato (a causa delle carenze tattiche e alla mancanza di adeguate comunicazioni - per scarsità di radio), permettendo agli esperti panzer tedeschi di prevalere grazie alle loro abili manovre di squadra (per colpire i fianchi e le spalle del nemico, coordinandosi via radio) e al loro migliore addestramento che permetteva movimenti più veloci e un fuoco più preciso e rapido. Il 24 giugno anche il 22º corpo meccanizzato venne duramente respinto dalla 13. e 14.Panzer-Division.
Dop questi primi scacchi, il comando sovietico decise di sferrare finalmente un attacco in forze (dopo aver concentrato almeno una parte dei suoi corpi), sui due lati del cuneo corazzato tedesco , con il 9° , il 19° ( appena arrivati con 750 carri, principalmente leggeri) e i resti del 22° da nord ; e con il potente 8º corpo meccanizzato (originariamente costituito da 900 carri armati, di cui 170 T34 e KV, ma che, dopo una sfibrante marcia di 200 km era ridotto a circa i 40% della sua forza), con il 15° e parte del 4º corpo meccanizzato da sud.
Dal 24 al 30 giugno infuriò la vera e propria battaglia di Dubno. A nord i corpi meccanizzati sovietici ottennero qualche successo iniziale attaccando il fianco del 3º Panzerkorps nella regione di Luck, ma senza riuscire a sfondare e subendo pesanti perdite di fronte ai superiori panzer tedeschi e agli attacchi della Luftwaffe; mentre a sud un'audace puntata di un raggruppamento sovietico alle spalle del 48º Panzerkorps, giunto fino a Dubno, creò una situazione difficile per i tedeschi. I carristi sovietici diedero prova di grande coraggio e proseguirono in avanti senza curarsi delle comunicazioni, cercando di collegarsi con i corpi meccanizzati settentrionali e isolare le punte avanzate tedesche. 

La 11.Panzer-Division rimase praticamente isolata a est di Dubno e subì i violenti attacchi dell'8º corpo meccanizzato. I carri armati sovietici, da nord e da sud, giunsero a 6 km di distanza li uni dagli altri e sfiorarono il successo; ma alla fine la 16.Panzer-Division , in soccorso della 11.Panzer-Division, riuscì a mantenere aperto il corridoio, inflisse pesanti perdite all'8º e al 15º corpo meccanizzato e a isolare a sua volta la colonna sovietica spintasi audacemente nelle retrovie tedesche. 

A nord la 13. e la 14.Panzer-Division finirono per aver ragione dei corpi meccanizzati sovietici operanti nella zona di Luck. Il 30 giugno, le perdite sovietiche erano ormai insostenibili e il comando del fronte dovette ordinare la ritirata.
I panzer tedeschi superarono la crisi grazie alla loro maggiore esperienza, alla abilità tattica e tecnica degli equipaggi e dei comandanti, al dominio aereo e ai migliori sistemi di comando e controllo, ma i carristi sovietici inflissero dure perdite, rallentarono l'avanzata e diedero una dimostrazione di coraggio e valore che impressionò il nemico. Il Panzergruppe 1 perse oltre 100 carri armati nella battaglia di Dubno, mentre le perdite sovietiche (dovute non solo all'azione nemica, ma anche per il 50% a avarie meccaniche e scarsità di carburante, a causa delle enormi difficoltà logistiche e di controllo degli improvvisati e ingombranti corpi meccanizzati) furono molto più alte (fino a 3000 carri armati).

## Operazione Crusader - Nordafrica - 1941
| Tedeschi   | Pz Kpfw II Ausf E, Pz Kpfw III Ausf G |
|            | PzKpfw IV Ausf D                      |
| Italiani   | M13/40                                |
| Britannici | Crusader Mk I, M3 Stuart (Honey)      |
|            | Valentine Mk I, Matilda Mk II         |

Dopo la distruzione della 10ª Armata l'Oberkommando des Heeres (l'Alto Comando dell'esercito tedesco) decise di inviare in Africa una divisione leggera (5ª Leichtedivision) al comando del Generale Rommel. Rommel, appena arrivato, senza attendere che i ranghi della divisione fossero completati ed in aperto contrasto con gli ordini ricevuti, lanciò un'offensiva contro le forze britanniche, riconquistando tutta la Cirenaica, eccettuata la città di Tobruch, che rimase sotto assedio, e penetrando in Egitto fino al Passo Halfaya.
Dopo un tentativo fallito nell'estate (operazione Battleaxe) le truppe britanniche (ora inquadrate come VIII Armata) tentarono un nuovo attacco in novembre, con lo scopo primario di liberare Tobruch dall'assedio.

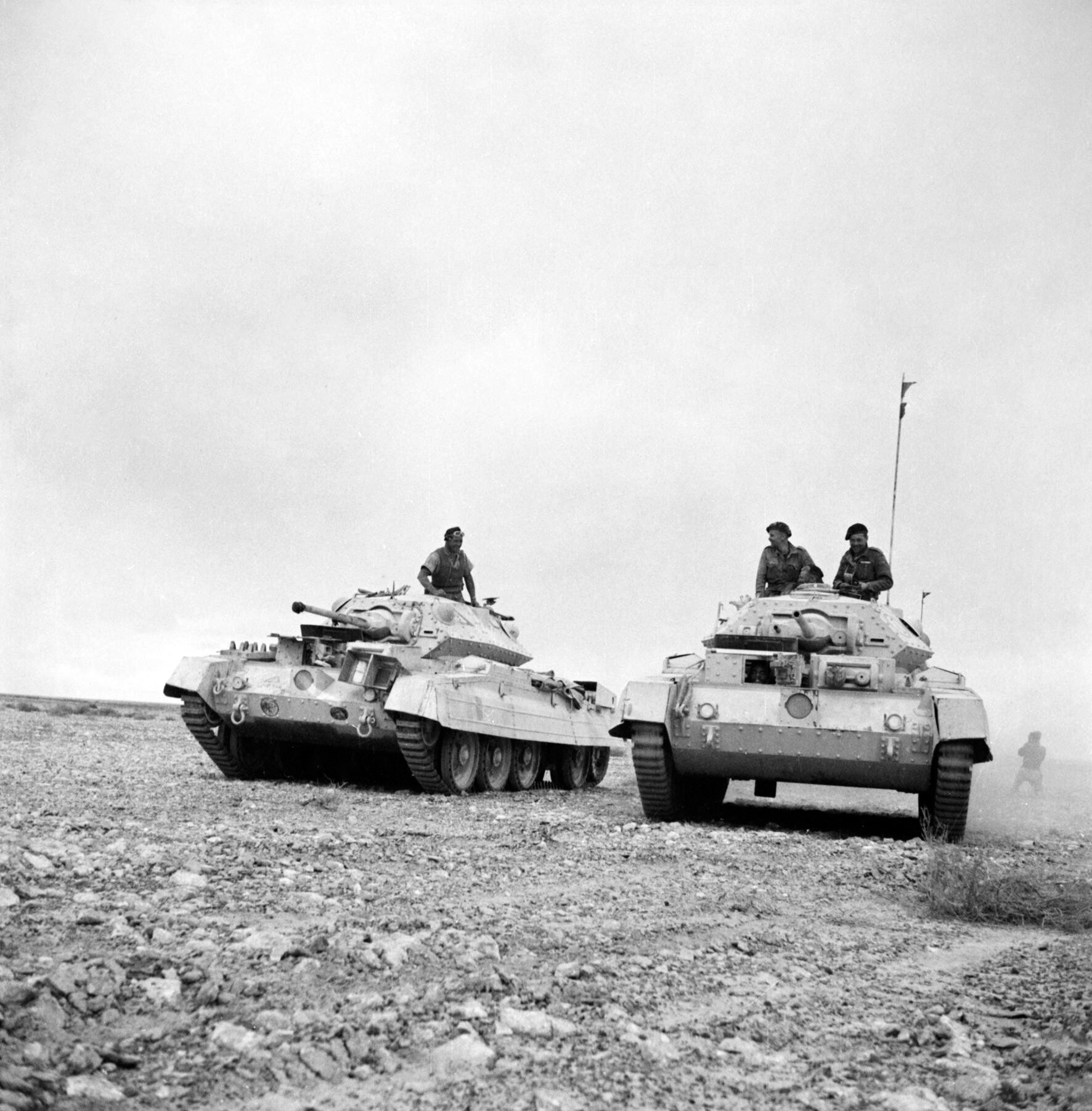
Carri armati britannici nel deserto.

Rommel aveva sotto il comando diretto la 21ª Panzerdivision (Divisione corazzata ottenuta dalla riorganizzazione delle 5° leggera), la 15ª Panzerdivision, che, insieme alla 90. Leichtedivision (fanteria meccanizzata), formavano il Deutsches Afrikakorps (DAK - Corpo d'Armata Tedesco in Africa), le forze corazzate a sua disposizione erano completate dalla 132ª Divisione corazzata Ariete italiana.
L'attacco inglese (Operazione Crusader) iniziò il 18 novembre, muovendo dal deserto verso la costa, il 19 a Bir el Gobi la Ariete si scontrò con le forze corazzata britanniche, respingendole e disordinando l'avanzata nemica, sebbene fosse aggirata sul fianco destro. Dopo una settimana di scontri e manovre il DAK riuscì a sconfiggere pesantemente il XXX Corpo britannico, e si lanciò contro l'altro corpo dell'8ª Armata. Tuttavia le fanterie neozelandesi riuscirono a ricongiungersi con la guarnigione di Tobruk, il 27 novembre il DAK fu costretto a ritirarsi sulle basi di partenza da cui aveva iniziato la battaglia. Il 5 dicembre i carri dell'Asse erano solo cinquanta, e Rommel fu costretto ad abbandonare la Cirenaica, per aspettare nuovi rifornimenti e rinforzi. (Per maggiori dettagli sull'andamento della battaglia, vedi la voce Operazione Crusader)
Nel corso di questa battaglia per prima cosa merita un'analisi a parte l'episodio del 19 novembre a Bir el Gobi, in questa occasione si trovarono di fronte una brigata corazzata britannica (22nd armoured brigade) e la divisione italiana Ariete. Nonostante le diverse denominazioni delle unità, in realtà le forze non erano molto differenti (la prevalenza britannica in carri era compensata dalla presenza dei bersaglieri), quindi fu uno scontro essenzialmente tattico, in cui gli italiani ebbero ragione dei britannici per il coordinamento fra fanterie e carri armati che non venne mai meno, dimostrando ancora una volta che l'impiego dei carri non doveva mai avvenire "isolato", ma in coordinamento con le altre armi. Sebbene la 22nd avesse a disposizione una batteria di 25 pdr, che avrebbe potuto infliggere danni estremamente gravi alla fanteria italiana, i cannoni non vennero utilizzati nello scontro.
L'impiego dei carri da parte del DAK, che portò praticamente alla rotta del XXX Corpo, fu buono dal punto di vista tattico, in quanto i carri dell'Asse riuscirono sempre a concentrarsi contro le singole brigate britanniche, tuttavia il tentativo di superare "the wire" (il filo spinato che segnava il confine fra Libia ed Egitto) con il XIII Corpo ancora efficiente, fu un errore che Rommel pagò caro, trovandosi con le linee di rifornimento per i carri tagliate dai britannici e senza possibilità di ripianare le perdite, quindi non solo non riuscì a conquistare Tobruk, ma fu costretto a cedere anche Bengasi.

## Ain el-Gazala - Nordafrica - 1942
| Tedeschi                                                           | Pz Kpfw II Ausf E, Pz Kpfw III Ausf H-J |
|                                                                    | PzKpfw IV Ausf E                        |
| Italiani                                                           | M13/40, M14/41, Semovente 75/18 (*)     |
| (*)Viene indicato fra i carri, perché questo fu il suo uso tattico |                                         |
| Britannici                                                         | Crusader Mk I, M3 Stuart (Honey)        |
|                                                                    | M3 Grant, Matilda Mk II                 |
|                                                                    | Valentine Mk I                          |

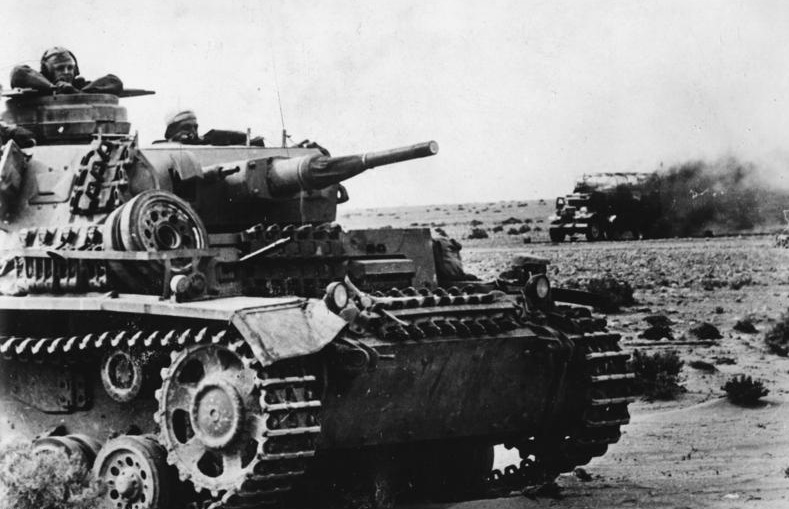
Un Panzer III dell'Afrikakorps.

Mentre per la descrizione degli eventi relativi alla battaglia si rimanda alla voce relativa (battaglia di Ain el-Gazala), qui si intende analizzare l'impiego delle forze corazzate da parte dei due eserciti opposti. Mentre la mobilità dei carri dell'Asse fu limitata unicamente dalle ricorrenti crisi di approvvigionamento di combustibile, spesso le brigate britanniche rimasero bloccate dalla mancanza di ordini o dall'arrivo di ordini contraddittori, come, per esempio, davanti al Calderone. L'altra osservazione rilevante è che, mentre l'Asse operò con i carri armati come componente delle forze corazzata, non si può osservare lo stesso relativamente ai britannici. Quando fu necessario cercare di diminuire la pressione delle forze italo-tedesche sulla 150ª Brigata il piano britannico prevedeva che la fanteria avrebbe aperto la strada ai carri. Considerando che un'azione del genere alla luce del giorno era praticamente un suicidio, si rimandò alla notte fra il 1 ed il 2 giugno, perdendo così completamente le 24 ore critiche per la risoluzione della battaglia.
Da parte dell'Asse, invece spesso si lanciarono le unità corazzate in azioni avventate che, se il nemico fosse stato più reattivo, avrebbero potuto avere conseguenze molto severe nei confronti di tutta l'operazione. Come esempio di questo basta pensare all'ordine dato il 28 maggio alla 21ª Panzerdivision di avanzare fino alla costa, come se i britannici fossero già stati sconfitti, quando:
- su sei brigate corazzate britanniche una sola era stata effettivamente impegnata (le altre avevano avuto solo scaramucce non significative con le unità italo-tedesche equivalenti);
- la 15ª Panzerdivision non avrebbe potuto portare alcun soccorso alla 21° per la completa mancanza di carburante;
- l'unica via di rifornimento aperta in quel momento, tenuta dalla sola Ariete, passava a sud di Bir Hakeim, (quindi era lunga più di 100 km) ed era prevedibile un attacco per tagliarla.

L'altro fatto che salta agli occhi leggendo i resoconti della battaglia è che, mentre le forze britanniche dopo ogni azione richiedevano almeno 24 ore per riorganizzarsi, le forze tedesche (le forze italiane in misura molto minore) già alla fine di ogni azione erano pronte a riprendere l'offensiva dopo meno di 12 ore. Basta pensare che, dopo il combattimento disperato per distruggere la 150ª Brigata, già il 2 giugno la 90ª Leichtedivision marciava su Bir Hakeim.
Lo scontro di carri più importante della battaglia si svolse tra l'11 e il 13 giugno 1942 tra el-Adem e il Knightsbridge, e vide la netta vittoria delle due Panzerdivision dell'Afrikakorps che, ben coordinate, manovrando in squadra e con una migliore organizzazione dei collegamenti, delle trasmissioni e della disciplina del fuoco, schiacciarono progressivamente con un micidiale tiro incrociato le tre brigate corazzate inglesi (2ª, 4ª e 22ª Brigata corazzata) che pur disponevano teoricamente di una certa superiorità numerica.

Al termine degli scontri i britannici (sorpresi dall'attacco convergente tedesco da sud e da ovest e con gravi problemi di comando e controllo) furono respinti verso Acroma e Tobruk dopo aver lasciato sul campo di battaglia oltre 200 carri armati distrutti. Si trattò della più pesante sconfitta delle forze corazzate britanniche in tutta la seconda guerra mondiale e confermò la superiorità delle tattiche combinate e flessibili tedesche (affidate ad eccellenti comandanti sul campo come i generali von Bismarck e Nehring e i colonnelli Willy Teege e Rudolf Müller dell'8° e del 5°Panzer regiment), rispetto ai più rigidi e schematici sistemi britannici.
Infine un'ultima osservazione: in diverse pubblicazioni inglesi degli anni cinquanta il carro M3 Grant è definito "carro da fanteria" (infantry tank). In realtà la denominazione completa del carro USA era M3 Medium Tank Lee (Il carro Grant era identico, tuttavia la torretta era stata allargata per contenere la radio del mezzo). Quindi, ancora in quel periodo, perciò a maggior ragione nel '42, i britannici vedevano quello che era un carro da combattimento, progettato per operare contro mezzi similari, come un infantry tank, destinato ad impegnare unicamente le fanterie nemiche, con le conseguenze sulle modalità di impiego che ne conseguirono.

## El Alamein - Nordafrica - 1942
La battaglia di El Alamein in realtà riguarda tre diverse battaglie, avvenute con tempi e con modalità diverse.

### Prima battaglia di El Alamein (1-3 luglio 1942)
| Tedeschi   | Pz Kpfw II Ausf E, Pz Kpfw III Ausf H-J |
|            | PzKpfw IV Ausf F1                       |
| Italiani   | M13/40                                  |
| Britannici | Crusader Mk I, M3 Stuart (Honey)        |
|            | Valentine Mk I, Matilda Mk II           |
|            | M3 Grant                                |

Questa fu una battaglia di arresto condotta da quanto restava dell'VIII Armata contro il DAK proveniente da ovest, gli eventi della battaglia sono descritti nella voce Prima battaglia di El Alamein.
Quando Rommel arrivò davanti ad El Alamein aveva a disposizione in tutto 53 carri del DAK e 30 carri della 133ª Divisione corazzata "Littorio". Contrapposti a questi l'VIII Armata poteva schierare 252 carri, fra cui 43 M3 Grant. Rommel usò le sue poche forze per attaccare separatamente i due corpi britannici, decidendo di attaccare per primo il XXX Corpo, schierato in prossimità della costa, nella speranza di sorprendere il nemico prima che potesse attestarsi a difesa. Questa speranza non si realizzò, anzi il DAK finì su una serie di posizioni naturalmente forti e ben organizzate.
A notte a Rommel restavano in tutto 37 carri. Il giorno successivo (2 luglio) il DAK fu fermato definitivamente da un contrattacco della 1ª Armoured Division, le truppe tedesche non raggiungeranno mai il mare oltre El Alamein. Altri tentativi di sfondamento effettuati il 3 luglio, anche dalla divisioni italiane Ariete e Littorio non ebbero successo, sotto gli attacchi dei carri britannici.
L'unica nota sull'impiego dei carri nel corso di questa battaglia è che, semplicemente, le linee di comunicazione dell'armata italo-tedesca si erano troppo allungate, quindi bastò una resistenza organizzata, anche se non ancora perfezionata come nelle settimane successive, a fermare definitivamente le colonne avanzate dell'Asse.

### Seconda battaglia di El Alamein o battaglia di Alam Halfa (30 agosto - 5 settembre 1942)
| Tedeschi   | Pz Kpfw II Ausf E, Pz Kpfw III Ausf H-J |
|            | PzKpfw IV Ausf E-F1-F2                  |
| Italiani   | M13/40                                  |
| Britannici | Crusader Mk I, M3 Stuart (Honey)        |
|            | Valentine Mk I, M3 Grant                |

Gli eventi di questa battaglia sono descritti nella voce relativa (battaglia di Alam Halfa).
La battaglia fu decisa dalla mancanza di carburante dei mezzi del DAK, tanto che per tutto il 1º settembre l'unica unità che poté effettuare qualche forma di manovra fu la 15ª Panzerdivision, dato che tutto il carburante disponibile fu assegnata ad essa. Nel corso della battaglia i britannici furono superiori nella capacità di impegnare i carri armati in una battaglia difensiva, utilizzando ampiamente l'impiego dei carri a scafo sotto, cioè con gli scafi dei carri riparati dietro a ondulazioni del terreno naturali o artificiali, in modo che solo la torretta sporgesse. In questo modo i carri conservavano tutto il loro potere offensivo (armamento in torretta), pur offrendo un bersaglio molto più ridotto ai carri nemici. Sotto questo aspetto la battaglia di Alam Halfa fu un netto progresso rispetto alle cariche allo scoperto effettuate dai carri britannici fino a pochi mesi prima. Se a questa maturazione si aggiunge il fatto di un impiego estremamente oculato dell'artiglieria e la superiorità aerea locale, che permise tecniche di aerocooperazione più efficaci di quelle attuate in precedenza, si capisce come l'esito fosse scontato.

### Terza battaglia di El Alamein (23 ottobre - 4 novembre 1942)
| Tedeschi   | Pz Kpfw II Ausf E, Pz Kpfw III Ausf G      |
|            | PzKpfw IV Ausf D                           |
| Italiani   | M13/40, Semovente 75/18                    |
| Britannici | Crusader Mk I e Mk III, M3 Stuart (Honey), |
|            | Valentine Mk I, Churchill Mk III           |
|            | M3 Grant/Lee, M4 Sherman                   |

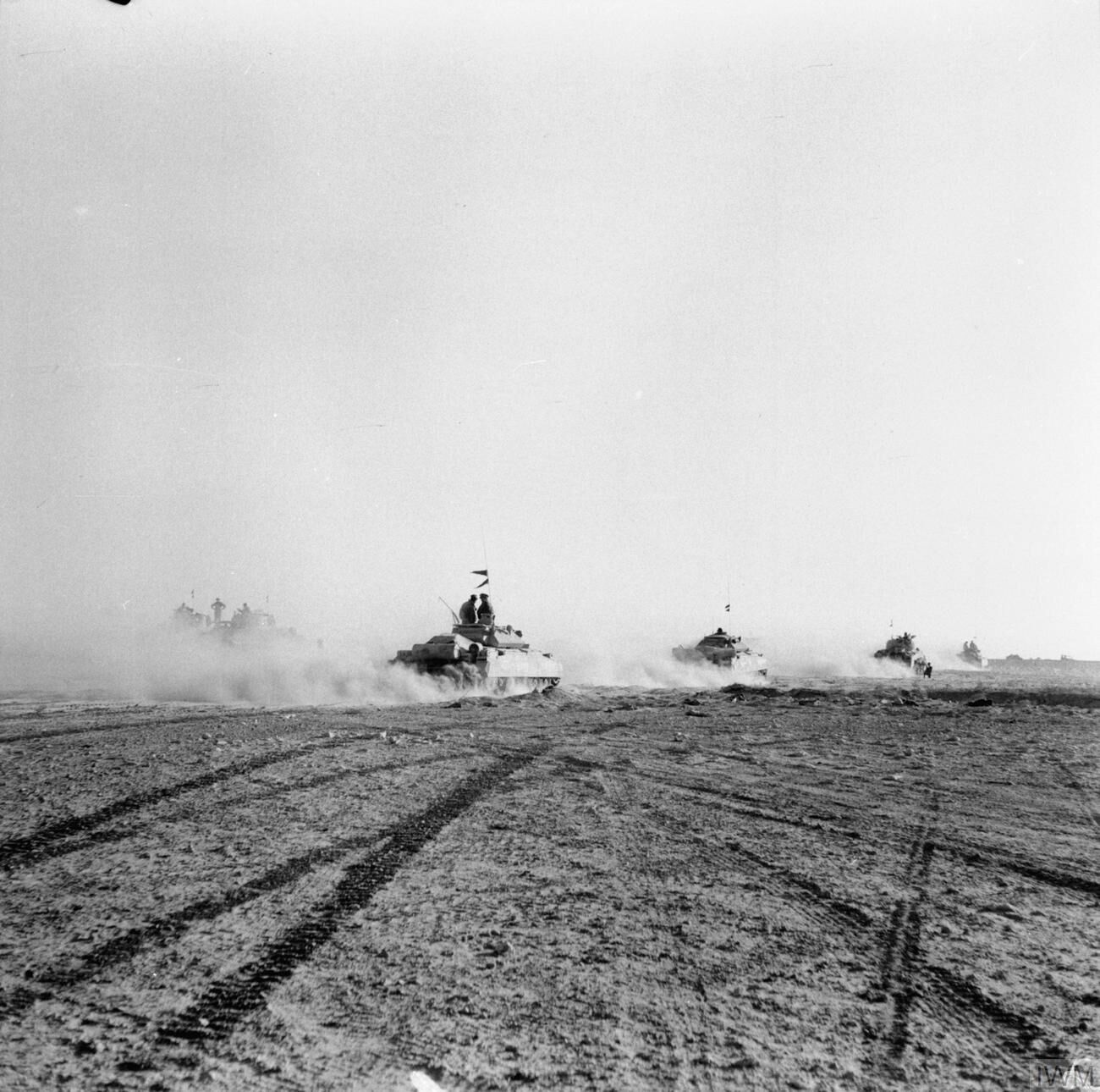
I tanks britannici nel deserto di Alamein.

Fu l'ultima battaglia, condotta dall'VIII Armata per distruggere le capacità operative dell'Armata Italo-Tedesca in Africa. Per lo svolgimento della battaglia vedi la voce relativa (Seconda battaglia di El Alamein).
All'inizio dell'offensiva la superiorità britannica in termini di carri armati era eclatante, non tanto per il numero (1029 carri, con altri 1600 disponibili in seconda linea, contro circa 525 dell'Asse), ma soprattutto perché gran parte dei carri britannici erano M3 Lee ed M4 Sherman, cioè i migliori carri disponibili per gli anglo-americani. Gli unici carri in grado di combattere ad armi pari (e forse un poco superiori) con questi erano i Panzer IV Ausf. F2, che erano solo 30 in tutto.
La battaglia in sé fu la classica battaglia di materiali diretta sullo schwerpunkt (baricentro) del nemico tristemente nota dalla prima guerra mondiale. Le brigate corazzate britanniche furono impiegate a ondate contro le fanterie italo-tedesche e ogni volta che un'ondata era respinta ne sopraggiungeva un'altra.
Dall'altra parte Rommel tentò di usare al meglio le forze a sua disposizione, ma, sebbene le perdite in carri fossero sensibilmente maggiori per i britannici, al termine dell'operazione Lightfoot (prima fase della battaglia), cioè il 25 ottobre, le perdite erano di 127 carri dell'Asse (69 tedeschi e 58 italiani) contro 215 britannici. Alla fine della battaglia le forze corazzate italo tedesche erano annientate, ma i britannici avevano perso più di 500 carri.
Altri fattori che contribuirono al disastro ad El Alamein furono la superiorità aerea britannica, che praticamente permise di distruggere tutte le concentrazioni di armi anticarro tedesche (PaKSchirm - cortine anticarro) e minacciò le truppe terrestri anche molto dietro al fronte.
Ultima causa del disastro fu l'insensato ordine di Hitler del 3 novembre, che proibì a Rommel di ripiegare quando ancora avrebbe potuto creare uno schermo di forze mobili per proteggere la ritirata delle fanterie, soprattutto quelle italiane quasi del tutto appiedate, condannando alla distruzione tutta l'armata.

## Operazioni Urano e Piccolo Saturno - fronte orientale - Novembre-Dicembre 1942
| Tedeschi  | PzKpfw III Ausf. G, H,J -PzKpfw M38 (rumeni e ungheresi) |
|           | PzKpfw IV Ausf. D, F2                                    |
| Sovietici | T-34/76, T-70, KV-1                                      |

L'operazione Urano e l'operazione Piccolo Saturno si svolsero nel settore meridionale del fronte orientale nel quadro della lunga e decisiva battaglia di Stalingrado. Rimandando per i dettagli operativi alle singole voci, in questa sede è importante sottolineare soprattutto l'impiego aggressivo ed efficace dei Corpi carri, meccanizzati e di cavalleria sovietici, in linea con la nuova Direttiva sull'impiego delle truppe meccanizzate diramata da Stalin nell'ottobre 1942. Le forze dell'Asse erano piuttosto deboli numericamente e inoltre vennero impiegate in modo confuso e disorganico; le Panzer-Division disponibili, pur tatticamente superiori, si esaurirono in continui interventi di "salvataggio" di fronte alle audaci incursioni in profondità dei carri armati sovietici, senza ottenere alcun risultato significativo.

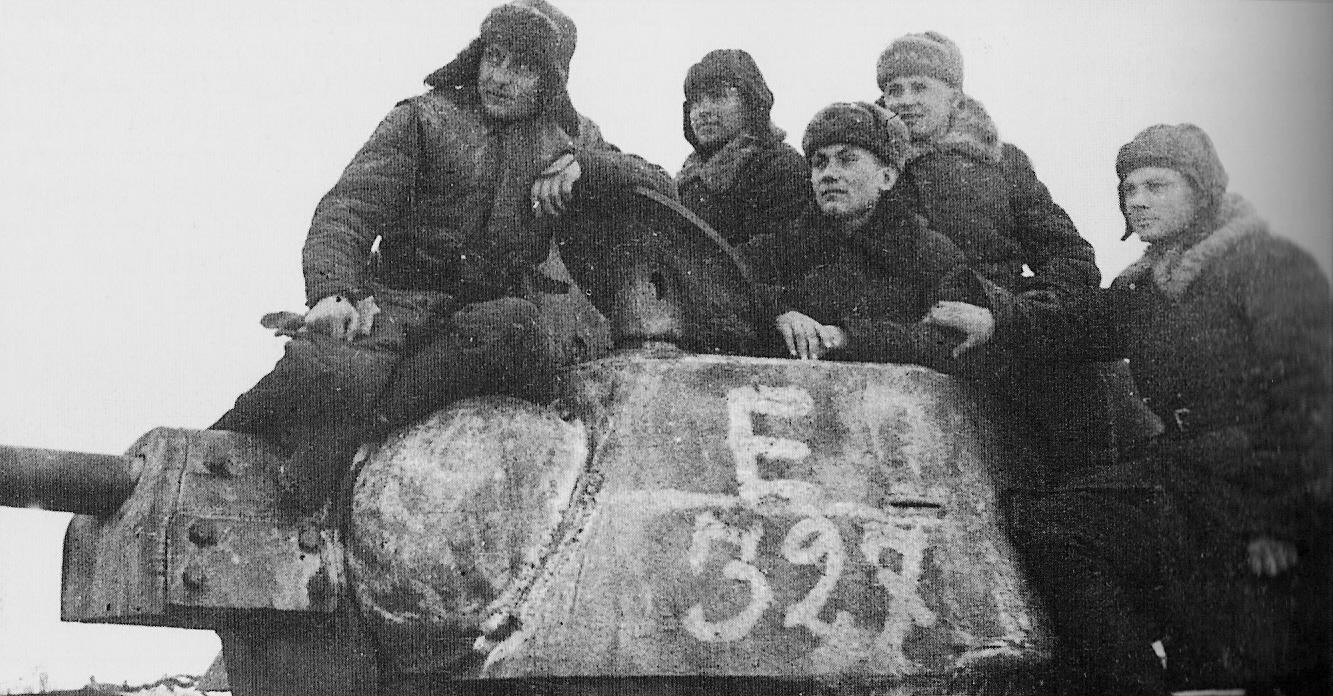
Un carro sovietico T-34 in azione durante l'operazione Urano.

Il primo giorno dell'operazione Urano, 19 novembre 1942, il 48º Panzerkorps del generale Ferdinand Heim (con la 22. Panzer-Division e la debole 1ª Divisione corazzata rumena) venne fatto intervenire d'urgenza per bloccare l'irruzione iniziale sovietica; ricevendo direttive confuse e avendo perso gli automezzi da ricognizione e comunicazione, questi deboli reparti incapparono alla cieca e in modo frammentario nei corpi corazzati sovietici in rapida avanzata (1º Corpo carri, 26º Corpo carri e 4º Corpo carri, in totale oltre 500 carri armati). I carri armati sovietici, invece di farsi rallentare dai temibili panzer tedeschi, affrontarono con una parte delle forze il nemico, mentre altre colonne lo aggirarono, lo accerchiarono e lo tagliarono fuori dalle retrovie. Di conseguenza, i panzer furono costretti a battere in ritirata per evitare la distruzione e i carristi sovietici poterono avanzare in profondità.
Il successivo intervento, dal 21 novembre 1942, delle tre indebolite Panzer-Division del 14º Panzerkorps del generale Hans-Valentin Hube, accorse da Stalingrado con scarsi mezzi logistici e senza fanteria di appoggio per cercare di difendere la linea del fiume Don, si concluse con una nuova e pesante sconfitta. I kampfgruppen improvvisati tedeschi, dispersi in piccoli gruppi con modeste riserve di carburante e munizioni, vennero attaccati dalle masse compatte dei corpi carri sovietici in arrivo, 26º Corpo carri, 4º Corpo carri e 3º Corpo di cavalleria della Guardia, e persero rapidamente tutte le posizioni. La 16. Panzer-Division, la 24. Panzer-Division e la 14. Panzer-Division si ritirarono a est del fiume e finirono accerchiate insieme a tutta la 6. Armee nella sacca di Stalingrado. Per la prima volta nella guerra i corpi corazzati e meccanizzati dell'Armata Rossa riuscirono a sconfiggere in capo aperto le Panzer-Division tedesche. 

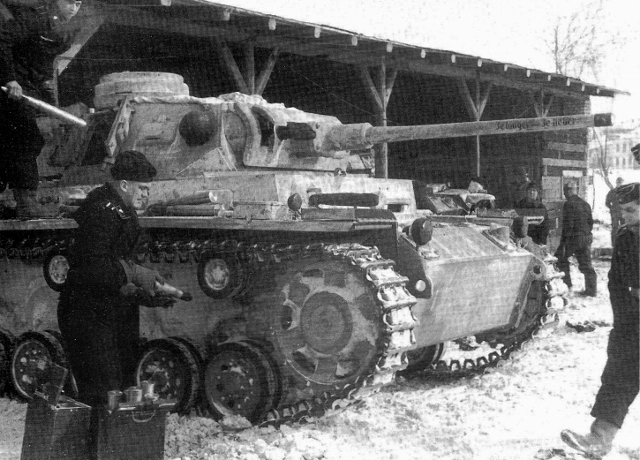
Truppe corazzate tedesche si preparano ad entrare in azione all'inizio dell'operazione Urano.

Senza più alcun ostacolo, i corpi carri sovietici proseguirono in profondità e puntarono verso gli obiettivi strategici più importanti (il Don a Kalac e Golubinskij) che vennero raggiunti entro la giornata del 23 novembre, completando in soli quattro giorni la manovra di accerchiamento della 6. Armee.
I carri armati sovietici, eccetto pochi veicoli specializzati, erano progettati per essere molto flessibili e tatticamente avevano come primo obbiettivo la distruzione delle truppe (generalmente di fanteria) che occupavano i punti nodali delle retrovie e la conquista dei comandi. Viceversa i carri tedeschi andavano specializzandosi nel compito controcarro, aumentando di peso e diminuendo la dotazione di proiettili esplosivi, fumogeni, o comunque anti uomo.
Questa differenza di tattiche, e di orientamenti industriali e di specifiche corrispondenti, si incontrerà in tutte le successive battaglie del fronte orientale, ove i carri tedeschi riusciranno in genere ad ottenere un numero di vittorie superiore sulla controparte sovietica, mentre i carri sovietici utilizzeranno la loro maggiore mobilità (anche a costo di rimanere separati dalla fanteria d'accompagnamento) per distruggere le truppe nemiche in ritirata, cannoneggiare comandi o aeroporti, attaccare alle spalle l'artiglieria pesante nemica prima che questa potesse ritirarsi o mentre era in marcia.

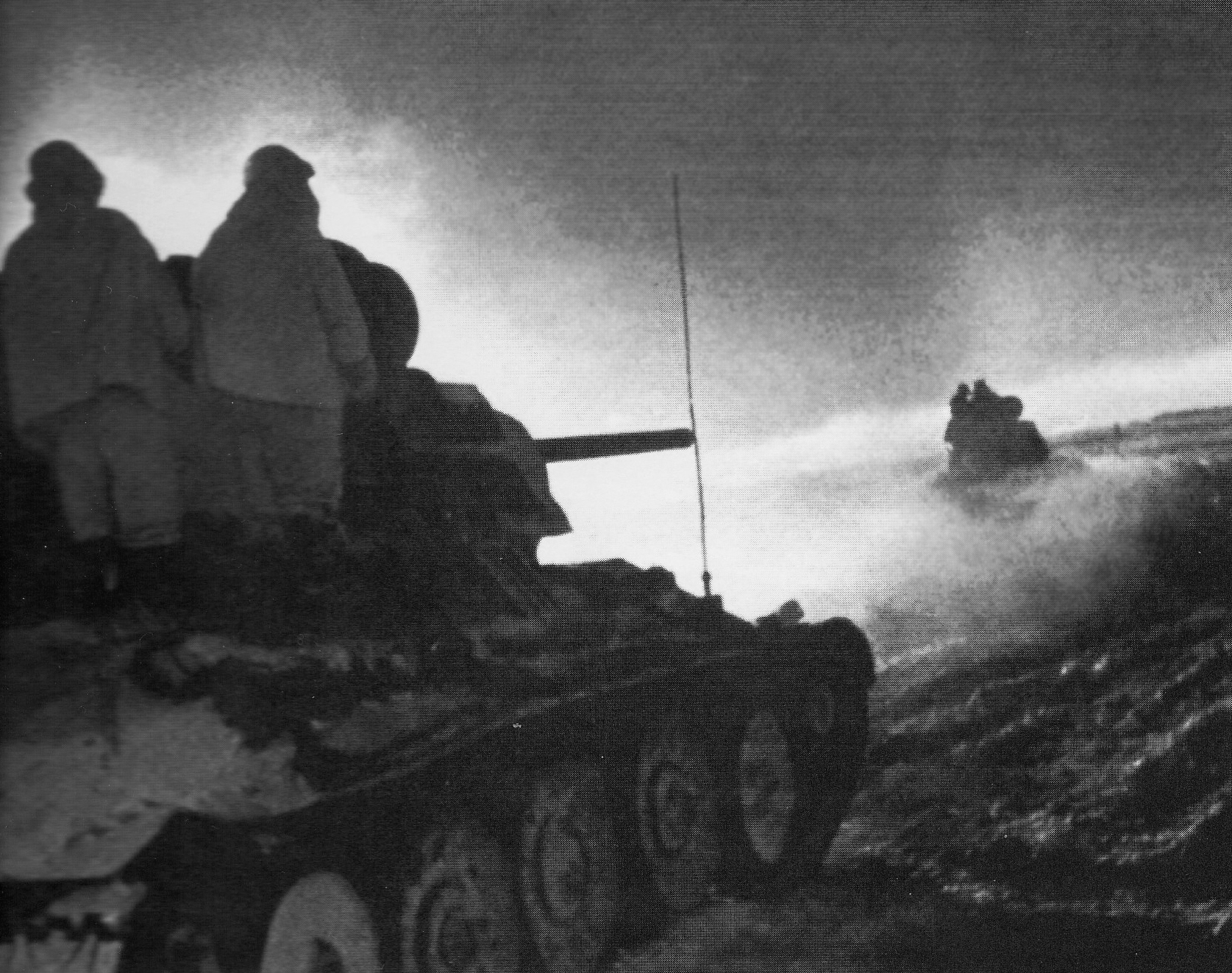
Colonne di carri sovietici avanzano nella steppa invernale durante l'operazione Piccolo Saturno.

Anche la scelta delle artiglierie principali dei carri sovietici fu conseguente a queste tattiche: il T 34 fu armato dapprima con il cannone F34 da 76,2 (10 linee), e poi con il cannone M 1939 da 85/55 di derivazione antiaerea, ambedue ottime armi controcarro, affidabili, potenti e precise, ma scelte perché potevano sparare granate fumogene e a frammentazione. Viceversa solo alcune centinaia di T 34 furono armati con il cannone ZIs 4 M 1943 (ma disponibile dal 1941, ed in effetti usato da quella data con altro nome), da 57/73, uno dei pezzi controcarro più potenti della seconda guerra mondiale, con proiettili ad altissima velocità in grado di perforare alle distanze di combattimento normali tutti i carri tedeschi, ma troppo specializzato come arma controcarro. La stessa situazione di verificò alcuni anni dopo quando per i JS 1, JS 2 e JS 3 si preferì il cannone A-19 da 122/46 rispetto al pezzo, di derivazione navale e ad altissima velocità, BS-3 da 100/59, che fu utilizzato nella seconda guerra mondiale solo per pochi cacciacarri mentre divenne uno dei cannoni più utilizzati dai carri armati sovietici negli anni '50.
Un esempio famoso dell'impiego audace delle forze corazzate sovietiche durante la seconda parte della grande guerra patriottica, fu la fulminea avanzata in profondità del 24º Corpo corazzato durante l'Operazione Piccolo Saturno. La spettacolare impresa (240 chilometri di avanzata in cinque giorni) valse grandi onori al comandante del reparto (generale Vasilij Badanov) e alla formazione corazzata (ribattezzata da Stalin a titolo onorifico 2º Corpo corazzato della Guardia); e soprattutto ottenne l'obiettivo strategico occupando l'importante aeroporto di Tacjnskaja, distruggendo a terra numerosi velivoli tedeschi (che rifornivano la sacca di Stalingrado), disorganizzando completamente le retrovie nemiche e vanificando i tentativi tedeschi di controffensiva in direzione della VI Armata accerchiata.
Un'avanzata così in profondità (praticamente isolata dal grosso dell'Armata Rossa) costò gravi perdite al corpo corazzato che venne contrattaccato da due Panzer-Division frettolosamente dirottate da altri fronti. Solo i resti riuscirono a sfuggire e a ricongiungersi con le altre formazioni sovietiche in avanzata. Con il sacrificio di gran parte di un valoroso corpo corazzato, l'Armata Rossa aveva conseguito il suo obiettivo strategico principale (il crollo dello schieramento dell'Asse sul Medio Don e l'interruzione del tentativo di salvataggio di Stalingrado)

## Terza battaglia di Char'kov - fronte orientale - Febbraio-Marzo 1943
| Tedeschi  | PzKpfw III Ausf. G, H,J - PzKpfw VI Tiger I Ausf. E |
|           | PzKpfw IV Panther Ausf. D, F2                       |
| Sovietici | T-34/76, T-70, KV-1                                 |

La battaglia fu combattuta nel febbraio-marzo 1943, nella fase successiva alla distruzione definitiva della 6. Armee tedesca a Stalingrado.

La situazione della Wehrmacht, dopo l'Operazione Urano, l'accerchiamento delle forze tedesche sul Volga, il fallimento della controffensiva di von Manstein e le successive, inesorabili offensive dell'Armata Rossa del dicembre 1942- gennaio 1943, appariva quasi disperata. Dopo i clamorosi successi ottenuti e di fronte al progressivo cedimento di tutte le forze tedesche e satelliti del settore meridionale del fronte orientale, Stalin e i suoi generali decisero di ampliare ulteriormente la loro offensiva, contando di ottenere un risultato decisivo e forse anche di provocare un crollo irreversibile dell'Esercito tedesco. Quindi, le colonne corazzate sovietiche furono spinte continuamente in avanti con obiettivo la costa del Mar Nero e le rive del Dnepr e della Desna (da cui speravano di tagliar fuori il grosso del nemico, da loro ritenuto in continua ritirata).

In realtà, la continua avanzata stava progressivamente indebolendo le forze sovietiche; le colonne dell'Armata Rossa divenivano vulnerabili, mentre le comunicazioni si allungavano, i rifornimenti erano precari e insufficienti e le forze corazzate di punta erano in costante diminuzione numerica a causa delle perdite, dell'usura e della mancanza di rimpiazzi. A metà febbraio i corpi corazzati sovietici contavano su un numero di carri armati particolarmente scarso: il Gruppo Popov aveva solo 53 carri, la 6.Armata disponeva di 150 carri armati in marcia sul Dnepr, la 3.Armata corazzata era ridotta a 60 carri.

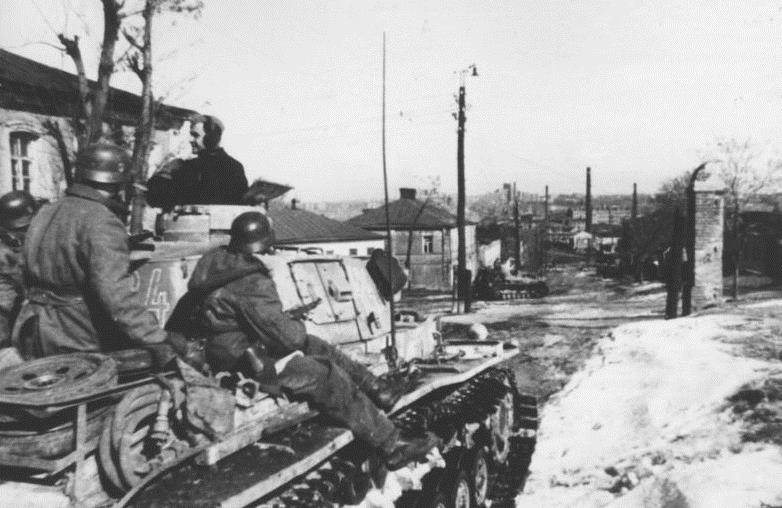
I panzer entrano nei sobborghi di Char'kov.

In queste condizioni, il feldmaresciallo von Manstein (dopo aver ottenuto il riluttante consenso di Hitler ai suoi piani), con grande abilità operativa, fu in grado di radunare una forza corazzata superiore (circa 500 carri armati) e ad impiegarla magistralmente per colpire le retrovie e i fianchi dei sovietici, rimescolando continuamente i suoi raggruppamenti tattici in modo da ottenere sempre la superiorità numerica locale sul campo. Le varie colonne corazzate sovietiche furono sbaragliate in successione dai Panzerkorps tedeschi che von Manstein giostrò agilmente (nonostante le intemperie invernali) per il campo di battaglia.

Le Panzerdivision, in continuo combattimento da dicembre e spesso costituite solo da poche decine di carri armati ciascuna (tranne la Grossdeutschland e le Waffen-SS, ultime arrivate sul campo e quindi più fornite di mezzi), sferrarono attacchi alle linee di comunicazione e alle colonne di rifornimento del nemico, costringendo i carri sovietici o a tentare disperati ripiegamenti, incappando così nel fuoco dei panzer tedeschi posizionati sui fianchi, o ad abbandonare e sabotare i mezzi sul campo e ripiegare a piedi.

La battaglia si frazionò in brevi scontri improvvisi tra piccoli gruppi di carri armati in cui la maggiore rapidità e il miglior addestramento degli equipaggi permise, di regola, ai panzer tedeschi di prevalere, nonostante il coraggio e lo spirito di sacrificio delle forze corazzate russe.
Dopo aver sconfitto le forze sovietiche che minacciavano le sue retrovie e avanzavano verso il Dnipr, von Manstein poté concentrarsi sulla ricattura di Char'kov, importante centro logistico e industriale, che aveva dovuto abbandonare all'inizio della battaglia (16 febbraio). Una serie di intensi combattimenti che durarono cinque giorni consecutivi restituì alla Wehrmacht il controllo della città, decretando il totale successo della controffensiva che inflisse pesanti perdite (oltre 700 carri armati distrutti e circa 100.000 uomini) e arrestò bruscamente l'avanzata sovietica.

La battaglia, nella visione originale di von Manstein, sarebbe dovuta riprendere al più presto, non appena il terreno (reso paludoso dal disgelo di marzo e aprile) avesse ripreso compattezza.

L'incertezza di Hitler nelle decisioni militari posticipò la ripresa delle operazioni fino a luglio, quando ormai il comando supremo russo (Stavka) aveva eretto attorno a Kursk una poderosa cortina difensiva.

Deve comunque essere ricordato che l'Armata Rossa aveva rinforzato già alla fine di marzo il settore meridionale del saliente di Kursk (con l'afflusso di alcune armate del vecchio fronte del Don di Rokossovskij e con armate corazzate di riserva), pertanto non è affatto certo (come sembra credere von Manstein nelle sue memorie) che una offensiva tedesca anticipata avrebbe ottenuto una sicura vittoria, dato che, inoltre, anche le forze corazzate tedesche sarebbero state molto meno consistenti che in luglio (a aprile l'intero esercito tedesco sul fronte orientale contava su meno di 1000 mezzi corazzati).

## Sidi Bou Zid e Kasserine - Nordafrica - Febbraio 1943
| Tedeschi   | PzKpfw IV F2/G, PzKpfw III L,M |
| Italiani   | M13/40, M14/41                 |
| USA        | M3 Lee, M4 Sherman             |
| Britannici | M3 Grant, M4 Sherman           |
|            | M3 Stuart, Valentine           |

Il giorno 8 novembre 1942, mentre Rommel si ritirava da El Alamein, unità statunitensi (e britanniche, con veicoli e uniformi statunitensi) sbarcavano in Algeria e Marocco. Nonostante gli ordini del generale Pétain, che aveva ordinato di resistere all'attacco, le autorità algerine si arrendevano in 24 ore, mentre quelle marocchine resistevano 74 ore, quindi in pochi giorni gli Alleati arrivavano ai confini con la Tunisia. Nel frattempo l'Asse trasportava uomini e mezzi attraverso il Canale di Sicilia per fermare gli Alleati.
Il 26 gennaio 1943 le truppe di Rommel arrivavano alla linea del Mareth, cioè al confine fra Libia e Tunisia, e qui si attestavano a difesa, aspettando l'arrivo delle forze britanniche.

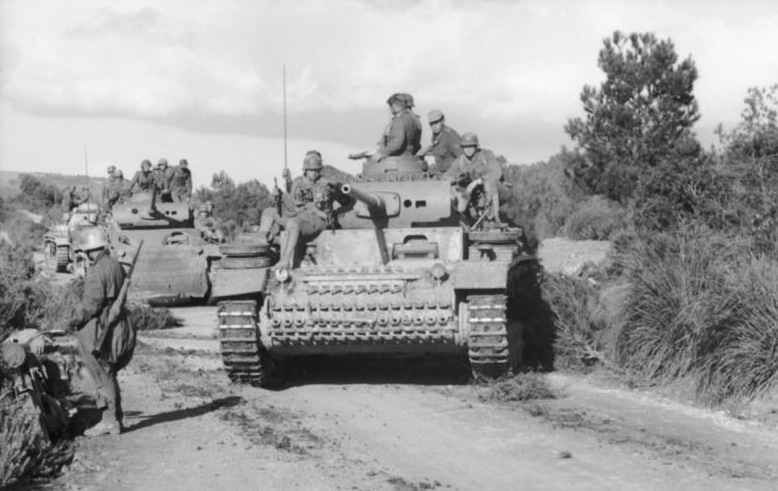
I panzer in azione in Tunisia.

Mentre l'VIII Armata si accostava alla Linea del Mareth, Rommel ritirò la 21ª Panzer-Division dalla linea di difesa contro gli inglesi e la rischierò rapidamente a ovest dove, raggruppata insieme alla potente 10.Panzer-Division (giunta a dicembre in Tunisia, rafforzata anche da un battaglione di carri pesanti Panzer VI Tiger I), sferrò una controffensiva contro le inesperte forze americane nella regione di Kasserine, nodo stradale sulla Grande Dorsale (Monti di Tebessa), che separa Tunisia ed Algeria. L'Operazione Fruhlingswind (Vento di primavera), che sarebbe iniziata il 14 febbraio 1943, avrebbe rappresentato l'ultima offensiva dell'Asse in Africa e un'ultima spettacolare vittoria delle forze corazzate tedesche.
Il primo confronto diretto della 1ª Armoured Division (divisione corazzata) americana (dotata di oltre 300 carri armati, numero maggiore delle due Panzerdivision messe insieme) contro le esperte unità corazzate tedesche, fu disastroso: gli statunitensi vennero colti di sorpresa a Passo Faid e a Sidi Bou Azid (per mancanza di opportune ricognizioni) e, attaccati da due lati dalla 10.Panzer-Division (110 carri) e dalla 21.Panzer-Division (90 carri), vennero bersagliati e sbaragliati (nonostante una coraggiosa difesa).

Il tentativo, il giorno seguente (15 febbraio), da parte delle riserve corazzate americane, di contrattaccare finì in un disastro ancor peggiore: attaccando allo scoperto, a grande velocità, e senza preventiva ricognizione delle posizioni nemiche, i carri armati americani rivelarono subito la loro presenza (a causa della polvere del deserto che sollevarono) e venne decimati dai panzer posizionati sui fianchi; accerchiato, un battaglione corazzato americano venne totalmente distrutto dal micidiale fuoco convergente degli esperti panzer tedeschi. Fu quella che i tedeschi chiamavano Panzerwarte - imboscata di carri armati, le perdite americane furono pesanti (oltre 100 carri americani contro pochissimi panzer perduti dai tedeschi) e la disfatta umiliante.
Le forze americane superstiti si ritirarono di quasi cento km, lasciando in mano ai tedeschi ingenti quantità di materiali ed abbandonando Kasserine (il 21 febbraio, dopo una nuova sconfitta campale) e Sbeitla (il 17 febbraio).

A questo punto sorgevano dissensi fra Rommel e von Arnim relativamente alla prosecuzione della battaglia. Mentre Rommel avrebbe voluto superare la Grande Dorsale per ricacciare in mare gli alleati, von Arnim avrebbe voluto fermarsi ed attestarsi a difesa. In questo modo si persero giorni preziosi, e, quando Rommel passò nuovamente all'offensiva, la 6ª Divisione corazzata britannica fermò le sue truppe a Thala e LeKef. L'arrivo dell'VIII Armata di Montgomery sul Mareth tolse ogni speranza di poter ottenere un successo strategico decisivo.

## Kursk - fronte orientale - 4-13 luglio 1943
| Tedeschi  | PzKpfw IV Ausf G H, PzKpfw VI Tiger I Ausf. E |
|           | PzKpfw V Panther Ausf A, D                    |
| Sovietici | T 34, M3 Lee, SU-122 e -152                   |
|           | T 70, Churchill                               |

Dopo la battaglia di Stalingrado, i successivi contrattacchi tedeschi avevano creato un saliente nel fronte tedesco in corrispondenza della città ucraina di Kursk: era ben prevedibile un tentativo della Wehrmacht di recidere questo saliente alla base e fin da marzo l'Armata Rossa si stava preparando a fortificarlo. Le informazioni venute dalla spia "Lucy" confermarono le intenzioni dell'OKW, quindi i sovietici ammassarono grosse unità corazzate pronte a muovere verso il saliente. L'offensiva tedesca (in codice "Fall Zittadelle") doveva iniziare a metà giugno, ma fu rinviata di due settimane per aspettare che potessero essere schierati i Panzer V Panther, da cui si attendevano grandi cose, come dai Panzerjäger Ferdinand. All'inizio dell'offensiva le unità tedesche avevano 690 carri e 370 cacciacarri a nord (Heeresgruppe Mitte) e 1298 carri con 253 cacciacarri a sud (Heeresgruppe Süd). Di fronte avevano 3300 carri di cui la maggior parte erano T-34, SU-122, qualche SU-152 e M3 Lee/Grant ottenuti dagli Usa con il trattato Lend-Lease, altri 1550 carri erano pronti in riserva.

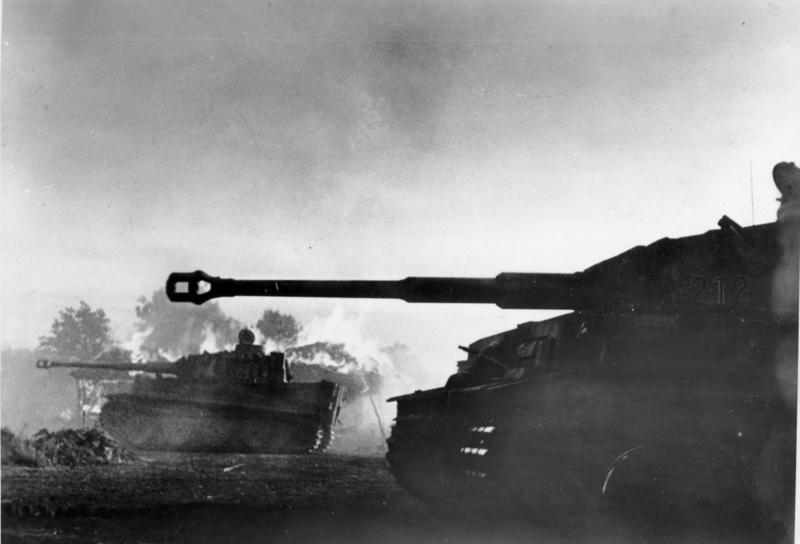
I Tiger in azione

L'offensiva iniziò il 4 luglio, sia a nord sia a sud del saliente. L'offensiva da nord, condotta principalmente da unità di fanteria meccanizzata, non portò a grandi scontri di carri, dato che le divisioni tedesche (2° e 9° Panzer) dovettero lottare più con l'artiglieria anticarro, accuratamente fortificata, che con i carri sovietici. Quando l'Armata Rossa riprese l'offensiva l'11 luglio le forze tedesche furono ricacciate sulle basi di partenza in due giorni.
Diversamente andarono le cose a sud, dove erano presenti le migliori divisioni corazzate tedesche: le tre divisioni meccanizzate Waffen-SS, 1ª SS Panzer Leibstandarte Adolf Hitler, 2ª SS Panzer Das Reich, 3ª SS Panzer Totenkopf; e le divisioni della Wehrmacht, 3ª Panzer, 6ª Panzer, 7ª Panzer, 19ª Panzer, Panzergrenadier-Division Grossdeutschland. Un progresso continuo, seppure lento, delle forze corazzate tedesche costrinse l'Armata Rossa a tentare un primo contrattacco fallito l'11 luglio.
Il 12 luglio la V Armata della Guardia, comandata dal generale Pavel Romistrov, incontrava presso Prochorovka i corazzati tedeschi. Ne seguì una grande battaglia di carri (forse la più grande battaglia di carri della storia, fino al 1973 (Guerra del Kippur) tra circa 400 panzer del Panzerkorps-SS e gli 850 carri armati della V Armata corazzata della Guardia (rinforzata da due altri corpi corazzati). Gli scontri furono molto duri; i carri armati russi manovrarono alla massima velocità per serrare rapidamente le distanze e affrontare i panzer tedeschi a distanza ravvicinata (limitando in questo modo la superiorità dei cannoni dei Panzer IV e dei Tigre). La tattica, su terreno scoperto, fu molto costosa per i sovietici (che persero quasi 400 carri in due giorni), ma anche i tedeschi subirono perdite (circa 60-70 carri totalmente distrutti) e soprattutto furono costretti alla difensiva, dovettero cedere terreno in alcuni settori e persero ogni speranza di continuare l'offensiva di fronte alle inesauribili e valorose forze corazzate del nemico.
Le perdite finali delle due parti nel periodo 5-23 luglio 1943 furono altissime: i sovietici persero oltre 1600 carri armati, mentre l'esercito tedesco lamentò la distruzione totale di circa 350 carri (con almeno altri mille danneggiati e recuperati).
L'entità delle perdite, la irriducibile volontà di resistenza e anche di controffensiva delle forze nemiche (che disponevano ancora di notevoli riserve), l'andamento sfavorevole della battaglia nel saliente di Orël (offensiva sovietica iniziata il 12 luglio), indussero Hitler a decidere l'abbandono dell'offensiva di Kursk e il passaggio alla difensiva. L'ultimo tentativo tedesco era fallito.
Anche lo Sbarco in Sicilia degli Alleati contribuì alla decisione finale del Führer, che in un primo tempo ipotizzò anche il trasferimento delle divisioni Waffen-SS in Italia (progetto poi parzialmente abbandonato di fronte alla situazione sul fronte orientale).

## Quarta battaglia di Char'kov - fronte orientale - 3-23 agosto 1943
| Tedeschi  | PzKpfw IV Ausf G H, PzKpfw VI Tiger I Ausf. E |
|           | PzKpfw V Panther Ausf A, D                    |
| Sovietici | T 34, KV1, SU-122 e -152                      |
|           | T 70.                                         |

Dopo la battaglia di Kursk, le Panzer-Divisionen migliori della Wehrmacht e delle Waffen-SS (tranne la 1. SS-Panzer-Division "Leibstandarte SS Adolf Hitler" inviata in Italia senza i carri armati lasciati alla 2. SS-Panzer-Division "Das Reich"), ancora efficienti, si batterono valorosamente per contrastare la nuova offensiva in massa sovietica verso Char'kov (Operazione Rumjancev); le armate corazzate sovietiche disponevano di una netta superiorità numerica e vennero impiegate in masse concentrate per schiacciare tutte le resistenze (70 carri armati per chilometro). Ne seguirono i furiosi scontri tra carri armati di Achtyrka ( 10 agosto-20 agosto ) tra la Panzergrenadier-Division Großdeutschland, la 7. Panzer-Division, i Panther del gruppo Lauchert e i Corpi corazzati sovietici IV e V della Guardia, II, X corazzati, III meccanizzato e una parte della I Armata corazzata; di Bogoduchov ( 11 agosto-18 agosto) tra le tre divisioni SS "Das Reich", "Totenkopf", "Wiking",rafforzate dalla 3. Panzer-Division, e il grosso della 1. e della 5. Armate corazzate della Guardia; e di Ljubotin ( 18 agosto-20 agosto) tra la "Das Reich",la "Wiking" e i Tiger del sPzAbt. 503 e la V Armata corazzata della Guardia.
Furono battaglie furibonde e sanguinose, altrettanto violente di quella di Prochorovka; i panzer evidenziarono una chiara superiorità tattica e anche tecnica; ma gli equipaggi dei carri armati sovietici, impiegati spesso in modo meno abile, mostrarono coraggio e combattività inesauribile riuscendo alla fine (pur con perdite elevatissime: oltre 1800 carri distrutti) a fiaccare le velleità controffensive tedesche, costringendole a desistere (dopo aver perso quasi 500 panzer, più che a Kursk) e a abbandonare la difesa di Char'kov (che venne liberata il 23 agosto 1943).

## Operazione Bagration - fronte orientale - 1944
| Tedeschi  | PzKpfw IV Ausf G H, PzKpfw VI Tiger I Ausf. E |
|           | PzKpfw V Panther Ausf A, D                    |
| Sovietici | T 34/76, T-34/85, SU-85, SU-100, M4 Sherman   |

Per un'indicazione di come si svolsero i combattimenti, si rimanda alla voce corrispondente. In termini di carri armati ciò che è interessante è che i sovietici utilizzarono i loro carri in massa, con un supporto decisivo di fanteria meccanizzata. Anche se alcuni autori considerano l'operazione sovietica come un esempio di Blitzkrieg, si deve notare che in realtà i sovietici operarono su ben sei punti principali e che le brecce aperte nello schieramento tedesco ebbero generalmente una larghezza superiore alla profondità di penetrazione nello schieramento nemico. La tattica di contrasto utilizzata dai tedeschi nel corso delle prime settimane, cioè basarsi su capisaldi posti sui nodi stradali, quindi nelle principali città, alla luce dei fatti appare estremamente inefficiente, tuttavia bisogna considerare che il terreno su cui si svolse l'offensiva russa era coperto da paludi e acquitrini, quindi una manovra fuori strada avrebbe comportato notevoli rallentamenti all'afflusso di rifornimenti alla prima linea, rallentando quindi l'avanzata in profondità dell'attaccante a 20–30 km al giorno. In realtà le forze sovietiche che parteciparono all'operazione erano ben fornite di autocarri International Harvester K7 e Studebaker US6 da 2,5 t, a trazione integrale, che permetteva loro di operare anche su terreni non preparati, permettendo quindi velocità di avanzamento che arrivarono anche a 70 km al giorno. Da parte loro i tedeschi, oltre ai tipi di carri indicati, utilizzarono abbondantemente, specie a partire dal luglio, i cacciacarri, cioè veicoli armati con pezzo in casamatta (e quindi più potente di quello dei carri di pari tonnellaggio), destinati ad operare come artiglieria controcarri semovente. I tipi più diffusi di cacciacarri erano gli Sturmgeschütz III della serie 40 (su scafo Panzer III erano armati con lo stesso cannone da 75 mm montato sui Panzer IV delle serie G ed H).
Sul campo di battaglia, le tattiche dei numerosi corpi corazzati sovietici (oltre 2500 carri armati in totale) si fondarono (come durante l'offensiva di Stalingrado) sulle rapide manovre offensive in profondità, operando su diverse direttrici convergenti sulla città di Minsk, aggirando i cosiddetti "frangiflutti" (wellenbrecher) di Hitler e impegnando le scarse riserve corazzate tedesche con solo una parte delle forze, mentre altre colonne proseguivano in avanti per chiudere la manovra di accerchiamento. In questo modo, mentre la valorosa 5. Panzer-Division (rafforzata con un battaglione di carri Tiger) si batteva strenuamente per fermare la progressione della potente V Armata corazzata della Guardia da nord-est, altre formazioni corazzate sovietiche (I e II Corpo corazzato della Guardia) avanzarono indisturbate da est e da sud, travolsero le difese tedesche e si ricongiunsero a Minsk ottenendo l'obiettivo strategico decisivo.

## Operazione Goodwood - fronte occidentale - 18 luglio 1944 - 20 luglio 1944
| Tedeschi   | PzKpfw IV Ausf G e H         |
|            | PzKpfw V Panther             |
|            | PzKpfw VI Tiger I e Tiger II |
| Britannici | M4 Sherman, M3 Stuart        |
|            | Cromwell                     |
|            | TD10 Achilles                |

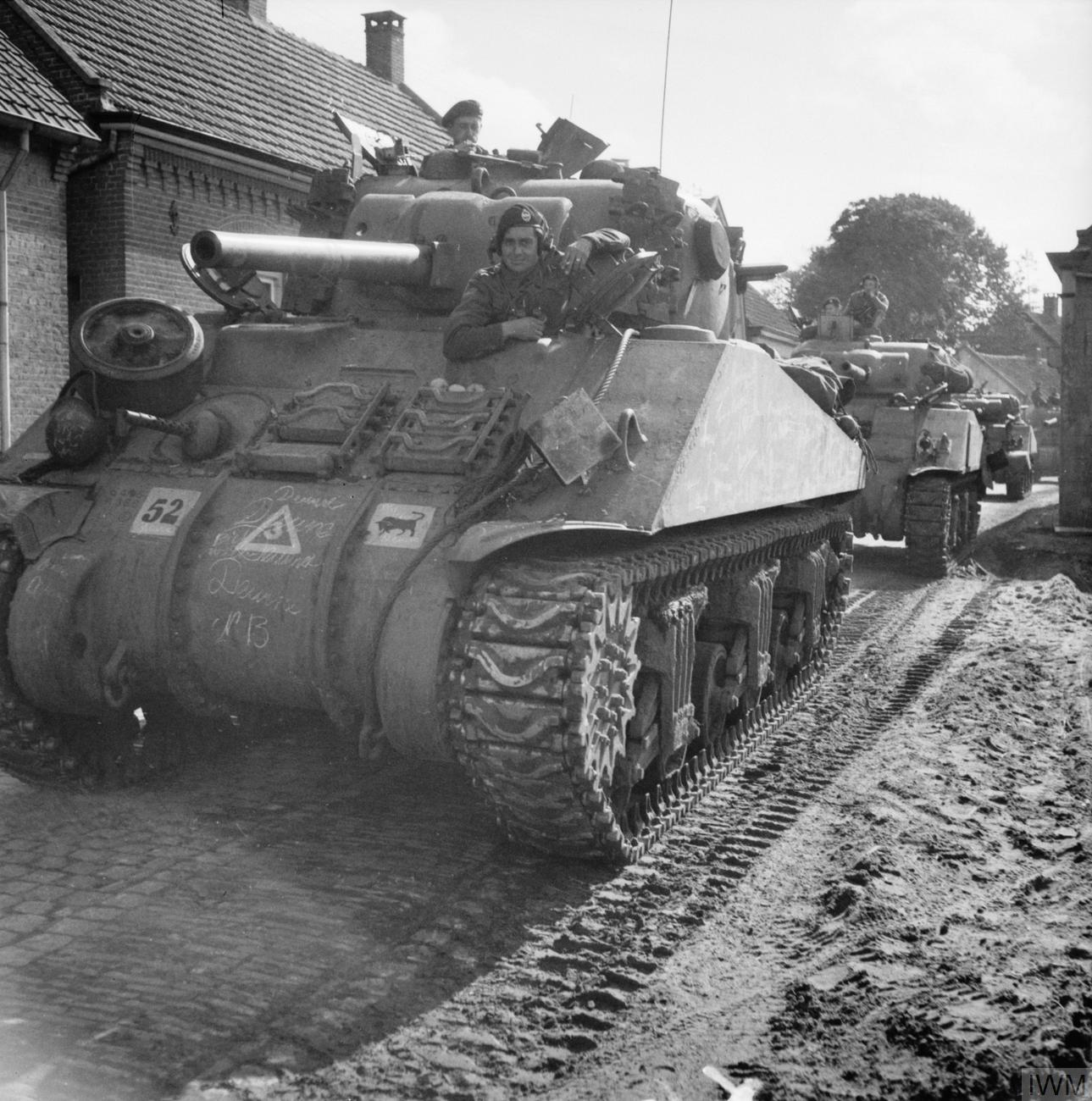
Carri M4 Sherman della 11ª Divisione corazzata britannica in marcia nel settembre 1944.

Durante la lunga e combattuta battaglia di Normandia, la maggior parte degli scontri tra mezzi corazzati si verificarono nel settore orientale del fronte, dove erano schierate le forze anglo-canadesi del generale Miles Dempsey con il compito di conquistare Caen e avanzare in profondità verso Falaise, in cooperazione con le forze americane della I Armata del generale Omar Bradley. I ripetuti tentativi da parte del generale Montgomery, comandante sul campo di tutte le forze alleate in Normandia, non vennero tuttavia coronati da grandi successi; le migliori Panzer-Divisionen della Wehrmacht e delle Waffen-SS furono concentrate nel settore britannico e si difesero aspramente contendendo il terreno e infliggendo dure perdite, anche se non furono in grado di sferrare grandi contrattacchi operativi per ributtare in mare le forze nemiche.
Dopo il fallimento di una manovra aggirante, a ovest di Caen, da parte della 7ª Divisione corazzata respinta a Villers-Bocage dall'intervento di carri pesanti Panzer VI Tiger I, per quasi un mese le truppe alleate dovettero sostenere una sanguinosa e lenta battaglia frontale che le portò all'interno della città, ma al prezzo di perdite elevatissime di uomini e mezzi corazzati. Infine il 18 luglio il generale Montgomery diede il via alla ambiziosa operazione Goodwood, una grande offensiva a est di Caen, a partire dalla testa di ponte sull'Orne, preceduta da un massiccio bombardamento aereo, con tutte e tre le divisioni corazzate britanniche concentrate per sfondare finalmente il fronte tedesco e aprirsi la strada verso Falaise.
L'impiego di una grande massa di forze corazzate (oltre 750 carri di prima linea e 350 di riserva, riuniti nell'VIII Corpo d'armata del generale Richard O'Connor) in uno spazio troppo ristretto, con conseguenti difficoltà logistiche, ritardi nella tabella di marcia e confusione nello schieramento, non ottenne il successo atteso dal generale Montgomery. Avanzando allo scoperto su un terreno pianeggiante, i mezzi corazzati britannici, pur favoriti dalla superiorità numerica e dagli effetti del devastante bombardamento aereo iniziale, subirono costantemente gravose perdite, ad opera prima dei cannoni anticarro delle divisioni fanteria tedesche e dei cannoni anti-aerei della FlaK, poi dei carri armati della 21. Panzer-Division, e infine dei contrattacchi della 1. SS-Panzer-Division e della 12. SS-Panzer-Division che indebolirono ulteriormente le forze inglesi, fiaccandone le spinta offensiva e costringendole a desistere già il 20 luglio da ulteriori avanzate.
I britannici guadagnarono terreno ma non effettuarono lo sfondamento decisivo atteso, subendo invece la perdita di quasi 400 carri armati a fronte di meno di 100 mezzi corazzati tedeschi distrutti. L'operazione Goodwood terminò con una grande delusione per i britannici, conseguenza degli errori tattici, dello scarso coordinamento delle varie armi all'interno delle divisioni corazzate, ed anche dell'abilità e del coraggio delle forze tedesche. L'unico, importante vantaggio conseguito dagli Alleati fu quello di impegnare buona parte delle riserve operative mobili del Panzergruppe West nel settore orientale britannico della testa di ponte normanna, favorendo quindi grandemente gli americani che attaccarono il successivo 25 luglio, preceduti da un bombardamento intensivo a tappeto nei pressi di St.Lo-Avranches, riuscendo, grazie anche la debolezza delle difese tedesche nel loro settore, a sfondare definitivamente le linee dell'invasionfront.

## Avranches-Mortain - fronte occidentale - 6 agosto 1944 - 13 agosto 1944
| Tedeschi | PzKpfw V Panther    |
|          | PzKpfw IV Ausf. H-G |
| USA      | M4 Sherman          |
|          | M5 Stuart           |
|          | M10 TD              |

Il completo successo dell'Operazione Cobra, e il conseguente sfondamento del fronte tedesco nel settore occidentale della testa di ponte in Normandia, da parte delle potenti forze americane del generale Omar Bradley, coronato il 1º agosto 1944 dalla importante conquista di Avranches, spinse il quartier generale di Hitler (da cui il Führer continuava a interferire con le decisioni dei propri generali sul campo) ad organizzare un'immediata e massiccia controffensiva per colpire, con un'audace manovra sul fianco del cuneo di penetrazione americano, il nemico ancora in fase di avanzata. La difficile e quasi disperata missione venne affidata alla VII Armata comandata dal generale delle SS Paul Hausser, inquadrata nel Gruppo d'armate B del feldmaresciallo Günther von Kluge.

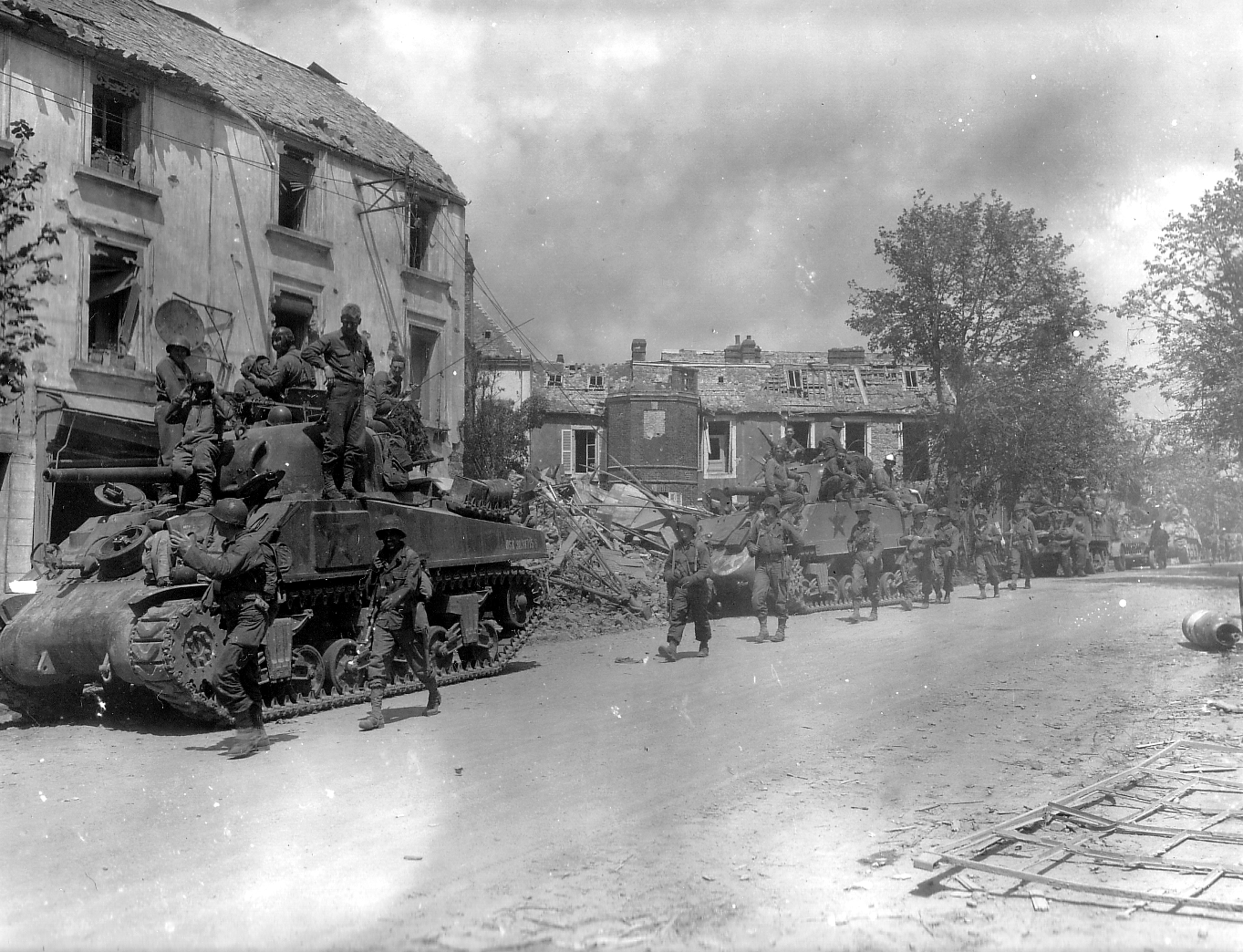
Carri M4 Sherman e fanteria americana, appartenenti alla 4ª Divisione corazzata durante l'operazione Cobra.

L'offensiva ricevette il nome convenzionale di Operazione Lüttich; teoricamente, ad essa dovevano prendere parte almeno otto Panzerdivision ma solamente la 2. Panzer-Division, la 116. Panzer-Division e le due divisioni delle Waffen-SS "Das Reich" e "Leibstandarte" (agguerrite ma ormai indebolite e incomplete dopo i precedenti scontri) vennero effettivamente raggruppate per l'attacco, insieme a due divisioni di fanteria dell'Esercito e a cinque Kampfgruppe che riunivano i resti di quattro divisioni di fanteria e della Panzer Lehr.
Per garantirsi la totale sorpresa l'attacco tedesco, che vedeva coinvolti circa duecento panzer, non venne preceduto dall'usuale bombardamento di artiglieria, lo stratagemma venne però vanificato dalla decodifica ULTRA degli ordini cifrati tedeschi che informò gli ufficiali statunitensi dell'ora e dell'obiettivo dell'offensiva.
Nelle prime ore dell'attacco dense nebbie e foschie protessero l'iniziale avanzata germanica; nonostante ritardi e carenze logistiche, le unità di punta della 2. Panzer-Division e della 2. SS "Das Reich" ottennero buoni successi: la "Das Reich" accerchiò un battaglione americano a Mortain, mentre la 2. Panzer arrivò pericolosamente in vista di Avranches, minacciando di tagliare lo stretto passaggio delle forze americane in fase di sfruttamento sia verso ovest che verso sud-est.
Nonostante questo inizio promettente il 7 agosto, i tedeschi si trovarono però presto in difficoltà: le altre formazioni corazzate furono ritardate (1. SS "Leibstandarte") o non entrarono affatto in azione (116. Panzer); con il miglioramento del tempo e della visibilità le forze aeree tattiche alleate, dotate di una schiacciante superiorità sui pochi caccia disponibili della Luftwaffe, martellarono incessantemente le forze corazzate tedesche colte allo scoperto, potenti formazioni mobili americane della 2ª Divisione corazzata e della 3ª Divisione corazzata passarono presto al contrattacco sul fianco della penetrazione tedesca.
L'8 agosto 1944 vide l'impulso offensivo tedesco già seriamente compromesso a causa dei contrattacchi americani, dello sfondamento della III Armata del generale George Patton in direzione della Bretagna e di Le Mans e dell'inizio dell'Operazione Totalise nel settore britannico, che mettevano in crisi nel complesso tutto il sistema difensivo del feldmaresciallo von Kluge. L'ormai usuale, irrealistico ordine di Hitler di rinnovare l'offensiva con il supporto della 9. Panzer-Division non fece che peggiorare la situazione per i tedeschi, che invece di rinunciare all'offensiva e ripiegare, si attardarono nel settore di Mortain, favorendo le manovre alleate che avrebbero portato alla chiusura della sacca di Falaise e alla sconfitta definitiva della Wehrmacht in Normandia.
L'offensiva tedesca di Mortain, per quanto priva di conseguenze negative per gli alleati nel quadro della campagna di Normandia, convinse tuttavia Hitler della fatale vulnerabilità delle truppe corazzate nei confronti degli Jabo (sigla di "Jagdbomber", vale a dire cacciabombardieri) alleati. Il dittatore tedesco tenne conto di ciò quando diramò le istruzioni per la futura Operazione Herbstnebel, la famosa "offensiva delle Ardenne".

## Ardenne - fronte occidentale - 16 dicembre 1944 - 27 gennaio 1945
| Tedeschi | Panzer VI Tiger II  |
|          | PzKpfw V Panther    |
|          | PzKpfw IV Ausf. G-J |
|          | StuG III e IV       |
|          | Jagdpanther         |
| USA      | M4 Sherman          |
|          | M5 Stuart           |
|          | M10 TD              |
|          | M18 Hellcat         |
|          | M36 Jackson         |

Per un'indicazione di come si svolsero i combattimenti, si rimanda alla voce corrispondente. L'offensiva delle Ardenne (operazione Herbstnebel, "nebbia autunnale") si caratterizzò per il tentativo tedesco di sferrare una grande offensiva strategica in inverno ed in un terreno prevalentemente boscoso e con scarse vie di comunicazione, fidando sulla sorpresa, sulla superiorità numerica locale e sulla prevista assenza delle superiori forze aeree alleate a causa del maltempo. Nonostante grandi sforzi organizzativi, l'impresa si rivelò superiore alle possibilità tecnico-logistiche della Wehrmacht nel 1944; soprattutto a nord, dove doveva attaccare con risultati decisivi la 6. Panzerarmee, costituita da quattro potenti Panzer-Divisionen delle Waffen-SS, i risultati raggiunti furono deludenti.

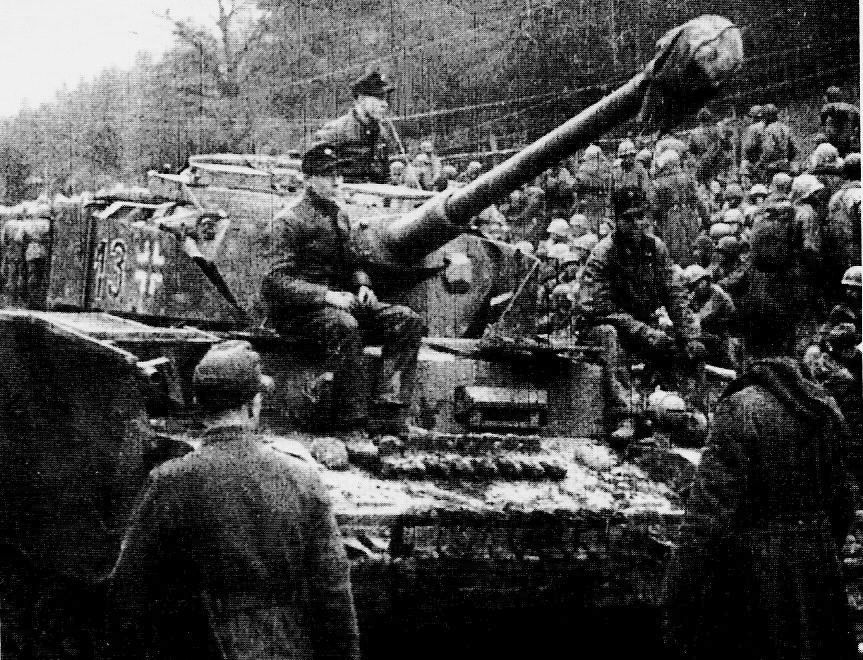
Un Panzer IV del kampfgruppe Peiper in avanzata durante l'offensiva delle Ardenne. Sui lati della strada sono visibili numerosi soldati prigionieri americani.

A causa di enormi difficoltà di movimento, di carenze logistiche ed anche per la strenua resistenza delle difese americane, rinforzate da efficienti reparti di carri e tank-destroyers, l'avanzata venne presto frenata e anche il kampfgruppe Peiper, che era riuscito a penetrare in profondità, si trovò isolato e dovette battere in ritirata, perdendo tutto il materiale. Anche l'impiego dei carri pesanti Panzer VI Tiger II, a causa dell'impervio territorio e della situazione tattica sul terreno, si dimostrò non risolutivo.
Maggior successo ottenne la 5. Panzerarmee nel settore meridionale delle Ardenne; in questa zona le Panzer-Division della Wehrmacht (47º e 58º Panzerkorps), riuscirono a sfondare le linee americane e ad avanzare verso i nodi di comunicazione di Saint-Vith e Bastogne. I tentativi delle riserve corazzate americane di fermare l'avanzata vennero respinti dai panzer della 2. Panzer-Division e della Panzer-Lehr-Division che manovrarono con abilità lungo le vie di comunicazione, sbaragliando i carri americani della 9ª e della 10ª Divisione corazzata, impiegati a piccoli gruppi separati (penny packets) e quindi non in grado di contrastare a lungo il nemico.
Anche in questo settore però alla fine i tedeschi non riuscirono a conseguire la vittoria strategica: gli americani mantennero il possesso di Bastogne, intralciando quindi in modo decisivo la libertà di comunicazione delle colonne tedesche, difficoltà logistiche e carenze di carburante rallentarono l'avanzata dei panzer e permisero agli alleati di mobilitare le loro grandi riserve, un miglioramento del clima permise un intervento in massa delle aviazioni anglo-americane. Giunte in vista della Mosa ma ormai sfiancate, le Panzer-Division di punta del 47º Panzerkorps vennero contrattaccate dalla 2ª e 3ª Divisione corazzata americana e dovettero ripiegare dopo aver subito dure perdite. La grande offensiva di Hitler era fallita: per molte settimane le forze tedesche si sarebbero battute ancora tenacemente per contenere la controffensiva alleata e si sarebbero verificati ancora scontri tra mezzi corazzati con dure perdite per entrambe le parti, ma ormai gli alleati avevano superato il momento critico.

## Ungheria - Fronte orientale - 1944-1945
| Tedeschi  | PzKpfw IV Ausf G H         |
|           | PzKpfw VI Tiger I Ausf. E  |
|           | PzKpfw V Panther Ausf A, D |
| Sovietici | T 34/76                    |
|           | T-34/85                    |
|           | SU-85                      |
|           | SU-100 e IS-2              |

A partire dal settembre 1944 fino alla primavera 1945 le ultime grandi battaglie di carri armati della guerra sul fronte orientale vennero combattute nelle pianure ungheresi tra sempre più numerose forze corazzate tedesche, progressivamente trasferite in questo settore da Hitler anche contro il parere dei suoi generali superiori, e le potenti unità meccanizzate dell'Armata Rossa impegnate in una continua offensiva combinata per occupare tutta la regione balcanica.

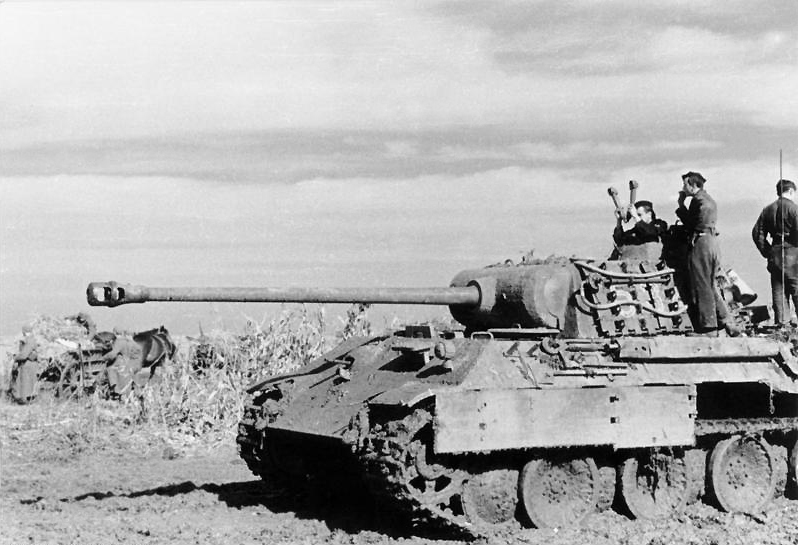
Un carro Panzer V Panther in azione nella pusta ungherese.

Nella ampia e scoperta pusta ungherese le Panzer-Division poterono dare dimostrazione per un'ultima volta della loro abilità nelle manovre combinate ai fianchi e alle spalle delle colonne mobili nemiche; durante i ripetuti scontri tra mezzi corazzati a Cluj-Napoca in Romania, a Debrecen e a Nyíregyháza in Ungheria, i reparti corazzati tedeschi sorpresero spesso le avanguardie corazzate sovietiche della 6ª Armata carri della Guardia e del Gruppo di cavalleria meccanizzata Pliev, infliggendo una serie di sconfitte tattiche al nemico e rallentandone la inesorabile avanzata. Tuttavia i corpi corazzati e meccanizzati dell'Armata Rossa, più numerosi e meglio equipaggiati, passarono presto al contrattacco e, sfruttando il progressivo indebolimento delle divisioni corazzate tedesche, esaurite dalle continue battaglie, proseguirono la dura avanzata, avvicinandosi a Budapest.

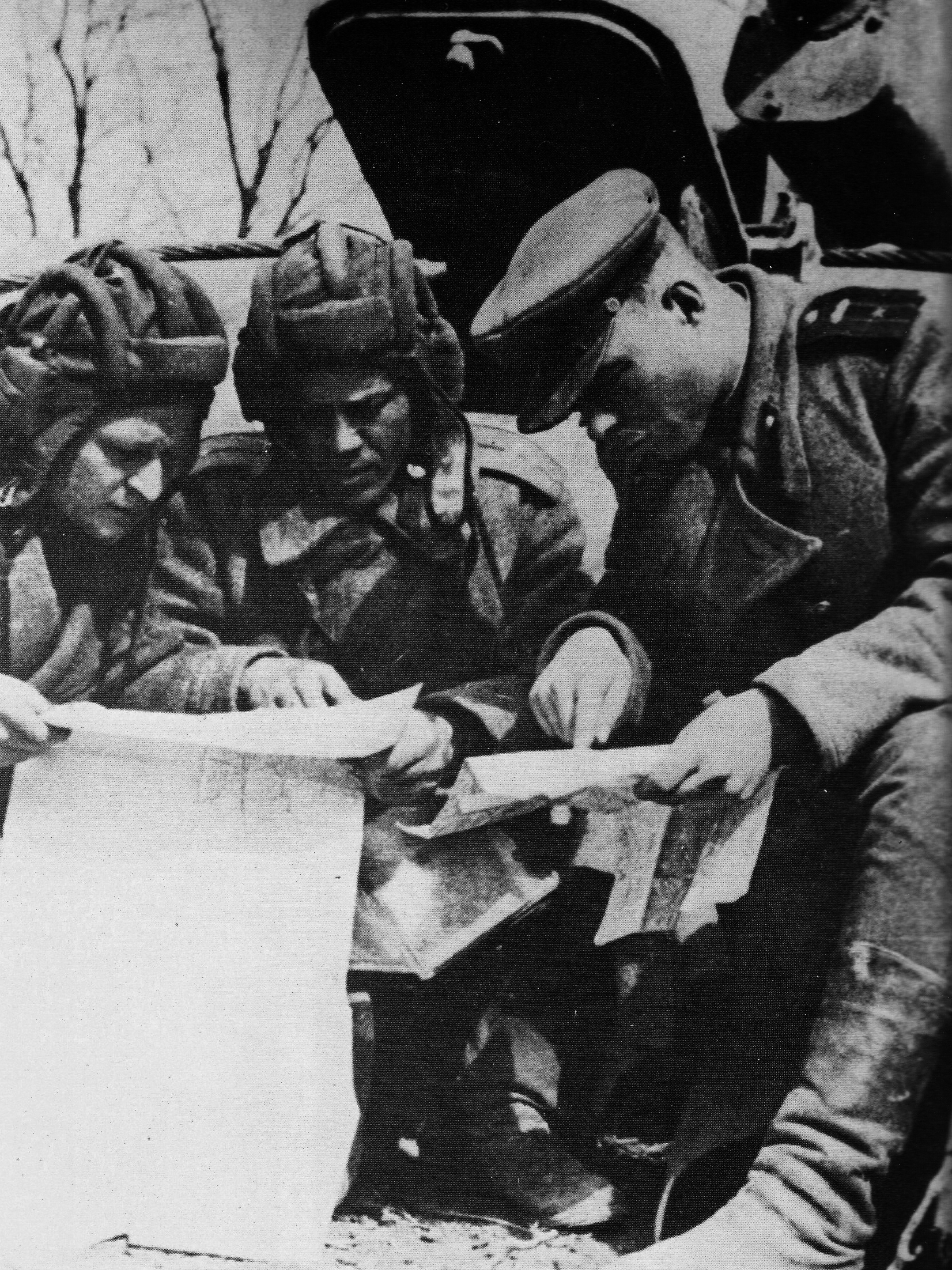
Carristi sovietici studiano dettagli tattici, durante la dura e prolungata battaglia di Budapest.

Un primo tentativo del 2° e del IV Corpo meccanizzato della Guardia di conquistare la capitale ungherese ai primi di novembre venne contrastato con successo da un nuovo schieramento di quattro divisioni corazzate tedesche prontamente richiamate dall'area di Debrecen, ma l'Armata Rossa, manovrando con abilità sui fianchi, riuscì infine il 24 dicembre ad accerchiare la città (reparti del 18º Corpo corazzato e del 5º Corpo corazzato della Guardia), dopo aver sconfitto i ripetuti tentativi di tre Panzer-Division fresche appena arrivate in Ungheria. Errori tattici del comando tedesco e le difficoltà del terreno paludoso limitarono l'efficacia di queste truppe corazzate.
Non disposto a cedere Budapest, Hitler decise alla fine dell'anno di trasferire in Ungheria anche il 4º Panzerkorps-SS con due divisioni corazzate Waffen-SS, che il 1º gennaio, il 7 gennaio e il 18 gennaio sferrarono, insieme alle formazioni corazzate della Wehrmacht già presenti sul posto, tre nuovi tentativi di controffensiva per sbloccare la città (operazione Konrad). Colti di sorpresa dalle manovre tedesche le difese sovietiche furono spesso in difficoltà, ma il clima invernale, il terreno impervio e paludoso, il pronto accorrere delle riserve corazzate sovietiche, permisero alla fine di rintuzzare tutti questi attacchi e di schiacciare definitivamente le difese di Budapest il 13 febbraio 1945.
La battaglia però non terminò con la caduta di Budapest, al contrario, Hitler trasferì a febbraio proprio in questo settore anche la 6. Panzerarmee con le quattro divisioni corazzate Waffen-SS reduci dal fallimento delle Ardenne, per sferrare una grande offensiva con almeno dieci Panzer-Division nel settore del lago Balaton. L'operazione Frühlingserwachen ("risveglio di primavera") vide l'impiego di quasi 1000 carri armati tedeschi, ma a causa anche del terreno quasi impraticabile per il disgelo primaverile e delle grandi difficoltà logistiche, i risultati dell'offensiva furono molto deludenti. I sovietici organizzarono una solida difesa anticarro che rallentò l'avanzata nemica, e quindi scatenarono la controffensiva sul fianco sinistro delle colonne tedesche con la 6ª Armata carri della Guardia, minacciando di accerchiare la 6. Panzerarmee.
I tedeschi riuscirono infine a sfuggire ripiegando precipitosamente, abbandonando molti mezzi e molto materiale; la 6. Panzerarmee e le altre formazioni corazzate tedesche uscirono molto indebolite da questa battaglia e quindi, ridotte a poche decine di mezzi corazzati, non furono più in grado di sbarrare la via di Vienna. La capitale austriaca sarebbe stata conquistata dalle forze corazzate sovietiche il 13 aprile 1945, dopo alcuni scontri sanguinosi con le Waffen-SS all'interno dell'area urbana.

## Il teatro di guerra del Pacifico
| Giapponesi | Type 95 Ha-Go, Type 97 Chi-Ha, Type 2 Ka-Mi                    |
| USA        | M3/M5 Stuart, M4 Sherman, LVT(A)-1, LVT(A)-2,LVT(A)-4,LVT(A)-5 |

Data la particolare natura delle operazioni in questo teatro di guerra non si ebbero grandi scontri di carri armati, infatti su questo teatro il compito principale di questi mezzi era l'appoggio alle fanterie, addirittura i giapponesi molto spesso utilizzavano i loro carri come bunker fissi, interrandoli fino alla torretta, rinunciando in tal modo a quello che è il principale valore tattico del carro, cioè alla sua mobilità. Organicamente i carri giapponesi erano assegnati ai battaglioni di fanteria, nella misura di un plotone su 2 o 3 carri.
Tuttavia questo teatro di guerra fu l'unico in cui venne usato con una certa diffusione un mezzo molto particolare e che ebbe riscontri estremamente limitati su altri teatri di guerra, cioè il carro armato anfibio. In particolare gli statunitensi svilupparono la serie dei LVT (A), che era in organico al Corpo dei Marine, che li utilizzava per il supporto di fuoco alla prima ondata di sbarco. Questo supporto di fuoco in Normandia venne fornito unicamente dai carri Sherman DD (dell'esercito), che, con il loro sistema di galleggiamento, avevano una capacità operativa estremamente ridotta. I giapponesi, da parte loro, misero in campo il Type 2 Ka-Mi, un carro supportato da un pontone che veniva rilasciato una volta giunti a terra. Tutti questi veicoli, naturalmente, erano incapaci di operare con l'armamento principale in acqua, considerando che non erano mezzi navali, quindi il violento rinculo dei cannoni avrebbe provocato gravosi problemi alla stabilità del mezzo, mentre a terra, le limitazioni sia in armamento sia in corazzatura, necessarie per avere globalmente una spinta di galleggiamento sufficiente, li rendevano estremamente vulnerabili in scontri con carri armati anche leggeri.